# 雷恩
雷恩（法語：Rennes，法語發音：[ʁɛn]），法国西北部城市，布列塔尼大区伊勒-维莱讷省的一个市镇，也是大区首府和该省的省会，下辖雷恩区。雷恩位于伊勒-维莱讷省中部，其市镇面积为50.39平方公里，2022年1月1日时人口数量为227,830人，在法国城市中排名第11位，其所在的公共社区总人口数量达44.7万，已于2015年升级成为都会区。
雷恩历史悠久，是艺术与历史之城，在高卢时期就已形成城镇，中世纪后逐渐成为布列塔尼半岛的行政中心，并成为法国西北部的中心城市。现代雷恩为布列塔尼大区的首府和经济、政治、文化、教育、商业、通讯中心，标致雪铁龙在雷恩附近设有大型工厂，是法国本土规模最大的汽车制造基地之一。雷恩是法国重要的大学城，大学在校学生数量6.6万，在《学生》杂志评选的“法国最适合读大学的城市中”排名第四，在法国西部排名第一。雷恩也是法国西部重要的旅游城市，市区内分布有多处历史遗迹，雷恩也是由法国首都巴黎前往布列塔尼半岛各旅游区的重要中转站。

## 地名来源
“雷恩”一名来源于其高卢时期在此活动的里埃东人，其首府被称为“孔达特里多努姆”，后逐渐衍变成为“雷恩”。

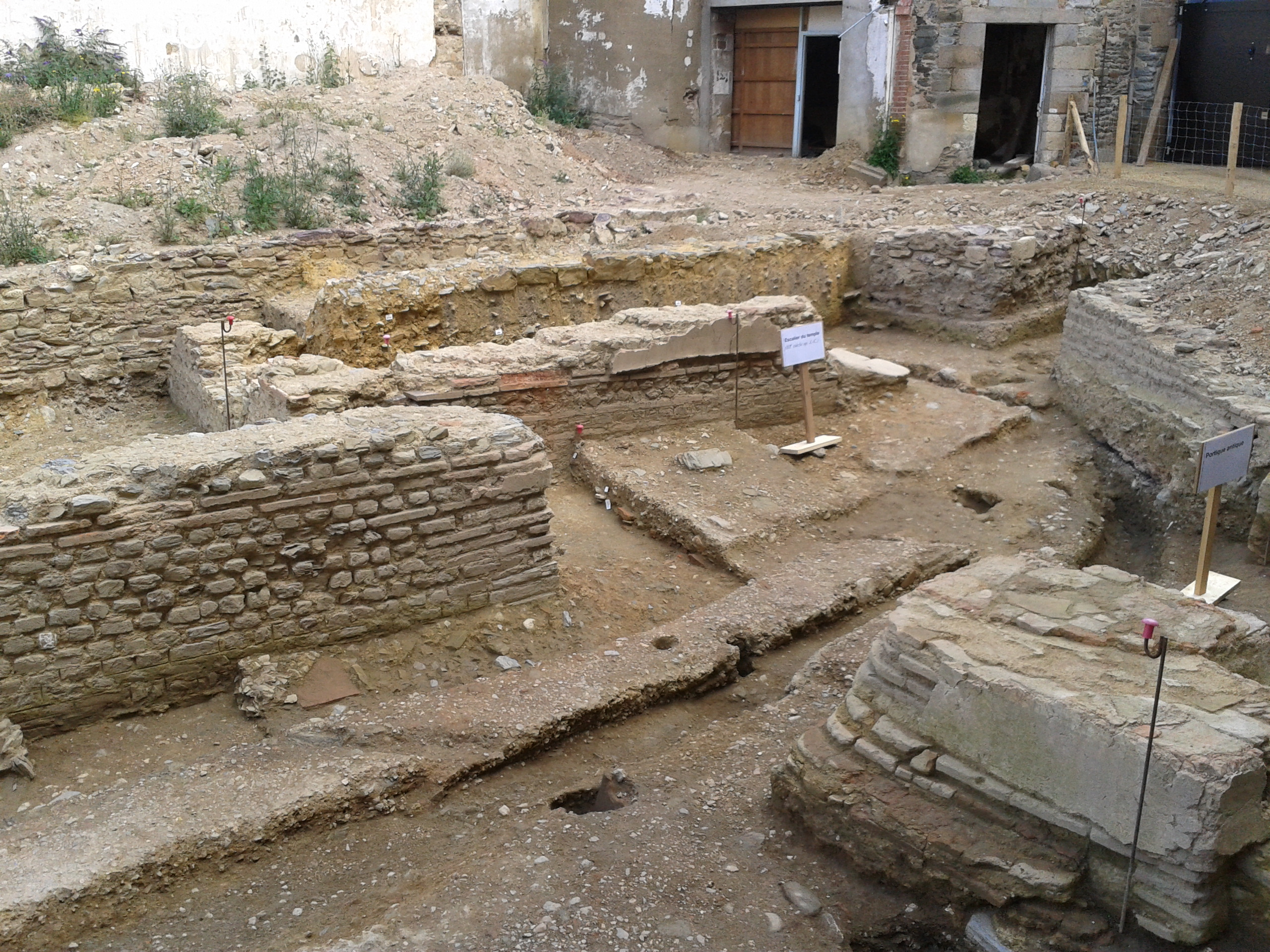
孔达特里多努姆遗址

## 历史

### 早期
雷恩境内最早的人类活动可追溯至新石器时期，少量石器工具曾在当地被发现，主要分布于现代雷恩市区的雅各布广场附近及周边街区。高卢时期，雷恩所在的布列塔尼半岛东部地区成为里埃东人的活动范围，属于阿摩里卡人的一支。依靠伊勒河和维莱讷河的水运之便，里埃东人在两河交汇处大型土木，命名为“孔达特”（Condate，为拉丁语“汇流”的变体），成为现代雷恩城市的前身。根据古希腊地理学家托勒密在其著作《地理學指南》当中的描述，彼时孔达特已经成为一座规模较大的城市，并出现了教堂、集市等设施，其名称在公元前1世纪逐渐被“里多努姆之城”（Civitas Riedonum）代替。罗马人入侵后，里多努姆之城被更名为孔达特里多努姆，成为里埃东地区的首府，隶属于卢格敦高卢。公元3世纪，环绕雷恩的城墙开始修建，经过数十年的修建逐渐形成规模。

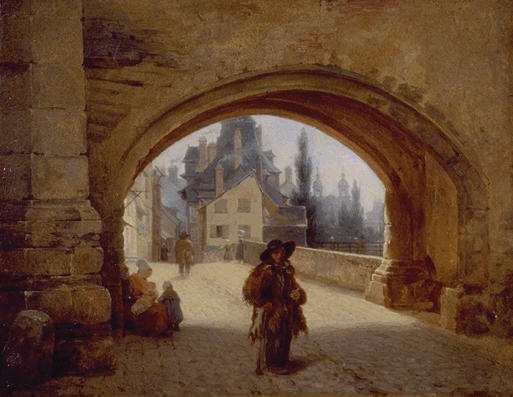
圣伊夫神学院

### 中世纪
公元5世纪初，随着西罗马帝国的衰落，其在卢格敦高卢境内的统治势力不断被削弱。大不列颠岛西部地区的一些居民通过海陆向南扩张，登陆并占领了阿摩里卡，形成了一个新的民族——布列塔尼人，这一地区的半岛也由此而得名。而法兰克国王克洛维一世则通过扩张控制了雷恩以东的大部分地区，雷恩由此成为法兰克王国的边境城市，并由于两个民族之间关系的恶化而逐渐衰落。公元753年，矮子丕平将雷恩划入布列塔尼边界行政区，并派罗兰骑士进行镇守。公元831年，法王虔诚者路易与布列塔尼人首领诺米诺埃在勒东附近发生激烈交战，布列塔尼半岛西部地区完全独立，成为布列塔尼王国；而包括雷恩在内的东部地区则名义上划归纽斯特利亚，但实际上与布列塔尼王国有着更为密切的联系，并于公元851年通过《昂热条约》（Traité d'Angers）完全并入布列塔尼。公元939年，布列塔尼国王阿兰·巴尔贝托特率兵抵抗入侵布列塔尼的维京人，后建立布列塔尼公国，成为公爵。公元12世纪，封建领主波尔奥埃的厄东二世与具有实权的科南四世就布列塔尼继承问题产生矛盾，后者请求金雀花王朝的建立者亨利二世出面协调（金雀花王朝为当时西欧最强大的王朝之一），而亨利二世则提出将雷恩设为司法总管，其子若弗鲁瓦二世则于1183年获得布列塔尼公爵爵位，雷恩由此成为布列塔尼的政治中心，并在金雀花王朝的支持下，城市获得快速发展。至公元13世纪，雷恩已成为布列塔尼地区最大的城市之一。布列塔尼继承战争期间，蒙福尔-拉莫里家族与夏尔·德·布卢瓦军队在雷恩展开了雷恩战役，成为布列塔尼继承战争的重要部分。英法百年战争时期，雷恩因远离主要战场而成为一个重要的避难所，吸引了大批来自诺曼底、安茹、图赖讷等地的居民，成为重要的商业中心。15世纪末，布列塔尼公国的两大家族均失去了子嗣，引发了领土继承争议，并进一步爆发布列塔尼战争。1491年，法兰西国王查理八世与布列塔尼的安妮联姻，后者于1532年逝世，根据此前签订的《勒韦尔热条约》，连同雷恩在内的整个布列塔尼并入法兰西，成为布列塔尼行省。

### 近代

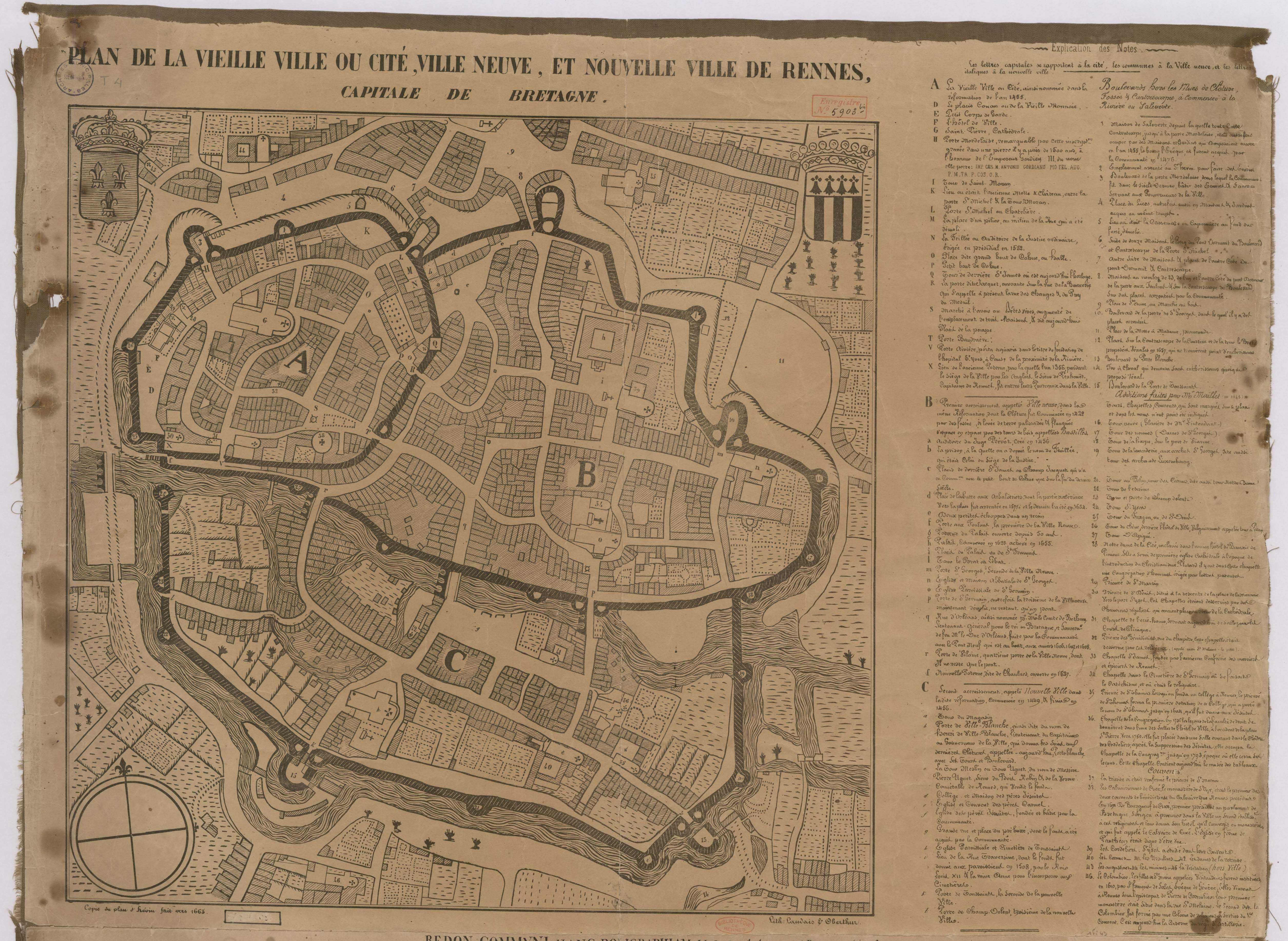
1663年的雷恩地图

布列塔尼行省在建成初期并没有明确的首府，其行省首脑官员的办公地常在南特和雷恩两座城市之间徘徊，直到1561年才最终定址雷恩。此后，雷恩市区开始兴建布列塔尼高等法院、布列塔尼议会宫等行政设施，并颁布了《布列塔尼条文》，确保了雷恩的首府地位，直至法国大革命结束。1720年12月23日，一名醉汉在雷恩的点燃了雷恩城内的一家杂货铺，由于彼时雷恩市区内建筑物密集且多木质结构，火势迅速蔓延，最终造成雷恩市区40%的建筑物被烧毁。法国大革命期间，大批居住在雷恩的封建贵族逃离至附近的村庄，革命派于1789年7月15日攻占雷恩，并建立伊勒-维莱讷省，并将雷恩定为省会。

### 现代
19世纪中期，连接巴黎和雷恩的铁路线建成通车，此后前往周边地区的铁路也陆续建成，雷恩成为一个重要的交通枢纽，城市人口数量在半个多世纪内翻了一倍。第二次世界大战期间，纳粹德军攻占雷恩，并在此建立重要的军事基地。此后雷恩多次遭到联军轰炸，最终于1944年8月4日正式解放。二战后，雷恩的经济和城市建设逐渐恢复正常，1961年，标致雪铁龙雷恩工厂在雷恩南郊建立。1980年，雷恩成为法国最早商业推广Minitel服务的城市。1994年2月，在雷恩市区举办的一场游行当中，布列塔尼议会宫被烧毁，后按照原样恢复重建，并于1999年重新开放。2002年，雷恩地铁建成通车，成为当时世界上人口数量最少的拥有地铁的城市，直到2008年洛桑地铁开通。2017年，布列塔尼高铁线建成通车，雷恩至法国首都巴黎的最短列车运行时间缩短至1小时25分，而雷恩火车站作为配套工程也进行了大范围的更新改造，并于2019年7月投入使用。

## 地理
雷恩位于法国西北部，布列塔尼大区东部和伊勒-维莱讷省中部，距离法国首都巴黎大约360公里。与雷恩接壤的市镇包括：圣格雷瓜尔、尚特皮、勒勒、沃赞勒科凯、圣雅克德拉朗德、塞什河畔努瓦亚勒沙蒂永、塞松塞维涅、贝通、蒙热尔蒙、帕塞。

### 地形
雷恩位于布列塔尼半岛东部的平原之上，境内地势平坦，全境海拔在20到74米之间。

### 水文

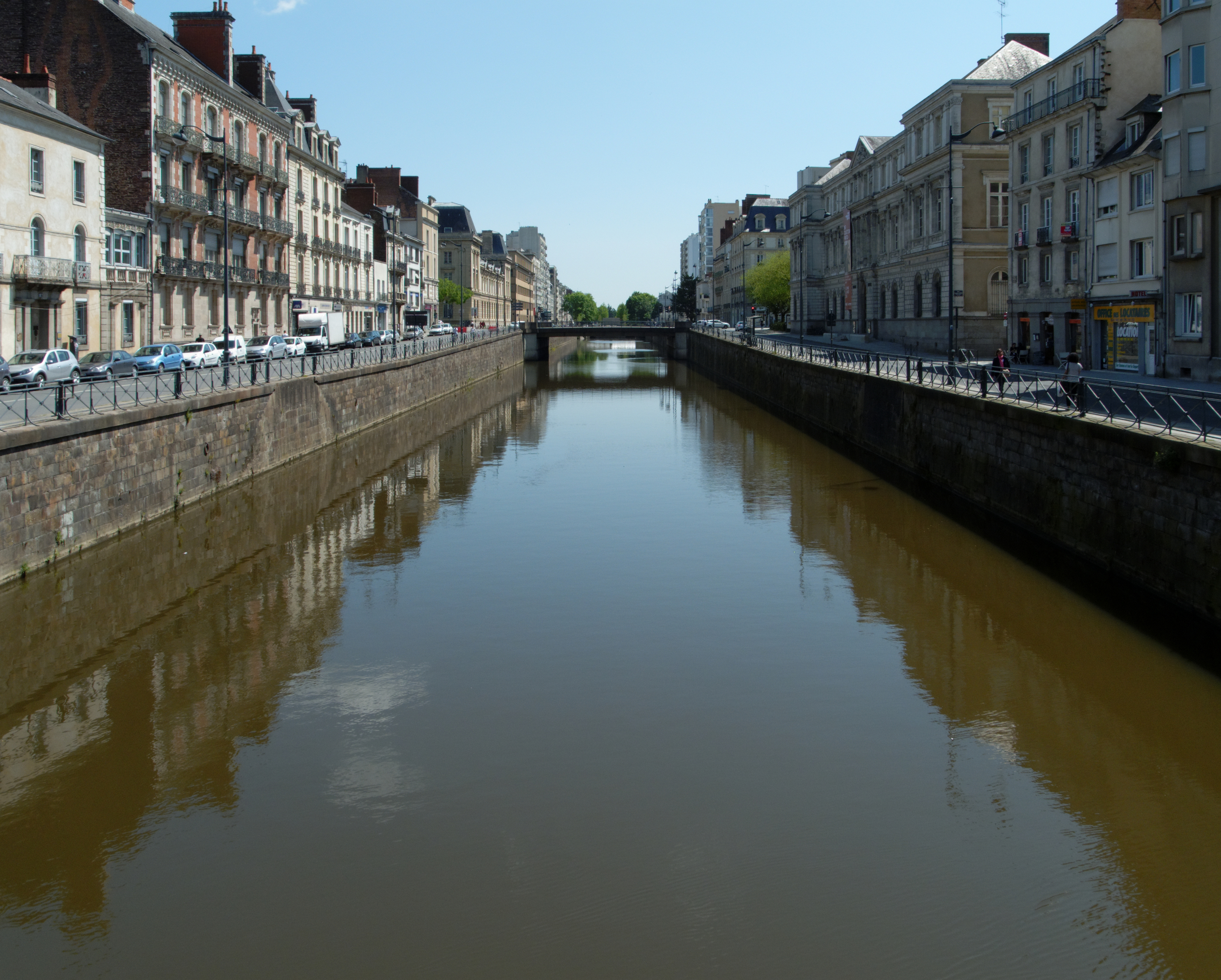
流经雷恩市区的维莱讷河

维莱讷河自东向西流经雷恩，其市中心平均宽度约20米，人工改造痕迹较为明显，共和国广场附近的河段被地面建筑物覆盖。该河独自注入大西洋，不属于法国五大水系当中的任何一个。其右岸支流伊勒河在雷恩与其交汇，“伊勒-维莱讷省”亦由此而得名。人工开凿的伊勒-朗斯运河则由雷恩向北延伸至圣马洛，构建了雷恩的出海航运通道。

### 地质
雷恩市区坐落在古阿摩里卡高原东北部的一处冲积带上，地质学上称其为“雷恩平原”，境内的土层以软泥和黏土（argiles tourbeuses）为主，东北部部分街区地表则包含有花岗闪长岩。

### 气候
雷恩在柯本气候分类法中属于较为典型的温带海洋性气候，全年温差较小，降水分布均匀。
雷恩境内设有气象站，以下为该气象站的数据：
| 雷恩1981年－2019年  | 雷恩1981年－2019年 | 雷恩1981年－2019年 | 雷恩1981年－2019年 | 雷恩1981年－2019年 | 雷恩1981年－2019年 | 雷恩1981年－2019年 | 雷恩1981年－2019年 | 雷恩1981年－2019年 | 雷恩1981年－2019年 | 雷恩1981年－2019年 | 雷恩1981年－2019年 | 雷恩1981年－2019年 | 雷恩1981年－2019年 |
| 月份                | 1月                | 2月                | 3月                | 4月                | 5月                | 6月                | 7月                | 8月                | 9月                | 10月               | 11月               | 12月               | 全年               |
| ------------------- | ------------------ | ------------------ | ------------------ | ------------------ | ------------------ | ------------------ | ------------------ | ------------------ | ------------------ | ------------------ | ------------------ | ------------------ | ------------------ |
| 历史最高温 °C（°F） | 16.8 (62.2)        | 20.9 (69.6)        | 23.4 (74.1)        | 28.7 (83.7)        | 30.8 (87.4)        | 36.3 (97.3)        | 40.1 (104.2)       | 39.5 (103.1)       | 34.8 (94.6)        | 30 (86)            | 21.4 (70.5)        | 17.8 (64.0)        | 40.1 (104.2)       |
| 平均高温 °C（°F）   | 8.7 (47.7)         | 9.6 (49.3)         | 12.7 (54.9)        | 15.2 (59.4)        | 18.9 (66.0)        | 22.2 (72.0)        | 24.5 (76.1)        | 24.3 (75.7)        | 21.6 (70.9)        | 17 (63)            | 12.1 (53.8)        | 9.1 (48.4)         | 16.3 (61.4)        |
| 日均气温 °C（°F）   | 5.8 (42.4)         | 6.1 (43.0)         | 8.6 (47.5)         | 10.5 (50.9)        | 14.1 (57.4)        | 17.1 (62.8)        | 19.1 (66.4)        | 19 (66)            | 16.5 (61.7)        | 13.1 (55.6)        | 8.8 (47.8)         | 6.2 (43.2)         | 12.1 (53.7)        |
| 平均低温 °C（°F）   | 3 (37)             | 2.6 (36.7)         | 4.5 (40.1)         | 5.9 (42.6)         | 9.3 (48.7)         | 11.9 (53.4)        | 13.8 (56.8)        | 13.7 (56.7)        | 11.4 (52.5)        | 9.1 (48.4)         | 5.5 (41.9)         | 3.3 (37.9)         | 7.8 (46.1)         |
| 历史最低温 °C（°F） | −16.9 (1.6)        | −19 (−2)           | −7.3 (18.9)        | −3.2 (26.2)        | −1.2 (29.8)        | 0.8 (33.4)         | 5.5 (41.9)         | 1.6 (34.9)         | 1.9 (35.4)         | −4.6 (23.7)        | −7.5 (18.5)        | −12.6 (9.3)        | −19 (−2)           |
| 平均降水量 mm（）   | 67.6 (2.66)        | 49.1 (1.93)        | 51.6 (2.03)        | 50.9 (2.00)        | 67.2 (2.65)        | 46.7 (1.84)        | 49.1 (1.93)        | 37.8 (1.49)        | 59 (2.3)           | 74.8 (2.94)        | 67.5 (2.66)        | 72.7 (2.86)        | 694 (27.29)        |
| 月均日照時數        | 69.1               | 87.2               | 128.4              | 162.7              | 191.2              | 217.3              | 210.7              | 205.5              | 177.8              | 117.5              | 81.3               | 68.6               | 1,717.3            |
| 来源：climat-data   |                    |                    |                    |                    |                    |                    |                    |                    |                    |                    |                    |                    |                    |

## 行政区划

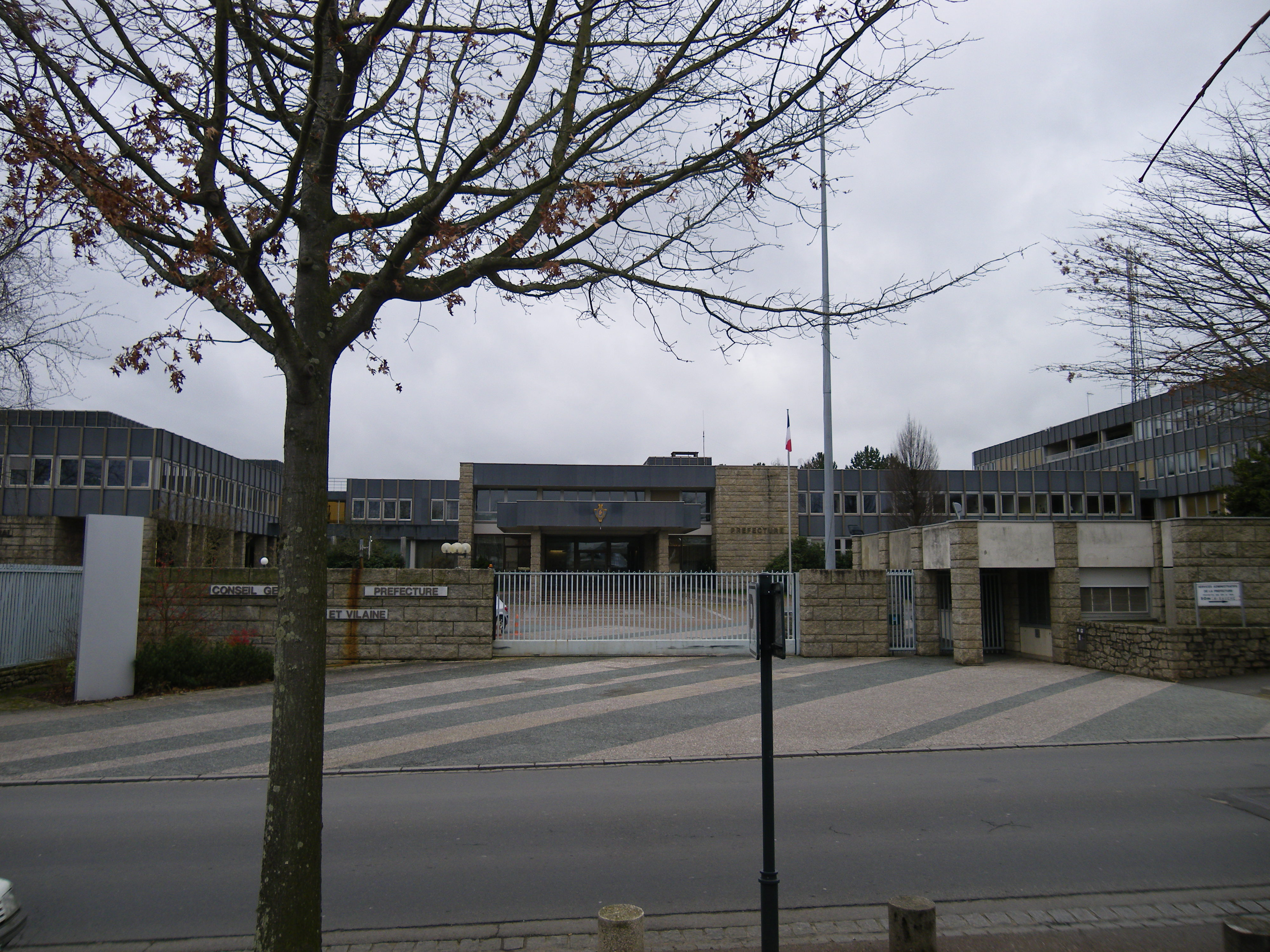
伊勒-维莱讷省政府

雷恩是法国布列塔尼大区伊勒-维莱讷省的一个市镇，编号为35238，它也是布列塔尼大区的首府和伊勒-维莱讷省的省会。雷恩下辖雷恩区，管理雷恩第一县、第二县、第三县、第四县、第五县和第六县，同时也是雷恩都会区的办公驻地。
法国国家统计与经济研究所（简称）在进行数据统计时，将雷恩及相邻的另外12个市镇设为雷恩城市核心区，并将包括核心区在内的周边共182个市镇划为雷恩城市区。同时，还将雷恩市镇分为了92个“信息块区”（IRIS），以便于统计人口分布情况。
雷恩市镇被划为12个街区，每个街区内推选出“街区总管”（Conseil Quartier），负责收集街区内的居民意见，并定期向上级反馈，旨在促进雷恩市民对日常市政事物的参与，同时搭建一个连接市长和市民的信息沟通渠道。
| 雷恩街区地图 | 雷恩街区地图 | 雷恩街区地图 | 雷恩街区地图        | 雷恩街区地图 | 雷恩街区地图 | 雷恩街区地图 |
| --- | ------------ | ------------ | ------------------- | ------------ | ------------ | ------------ |
| 市 · 中 · 心 克勒奈-勒东兵工厂 站南 勒布洛讷 弗朗西斯科-费雷- · 韦恩-波特里 布雷基尼 莫尔帕-帕通 北部- · 圣马丁 塔博尔- · 圣埃利耶- · 阿方斯·介朗 主教堡-拉图什 · -伯爵磨坊 维勒让- · 博勒加尔 圣女贞德-隆尚- · 阿塔兰忒-博略 |              |              |                     |              |              |              |
| 街区名称* | 街区原名     | 副街区数量   | 人口数量 （2010年） |              |              |              |
| 市中心 |              | 3            | 21,762              |              |              |              |
| 塔博尔-圣埃利耶- 阿方斯·介朗 |              | 4            | 25,386              |              |              |              |
| 主教堡-拉图什- 伯爵磨坊 |              | 5            | 16,472              |              |              |              |
| 克勒奈- 勒东兵工厂 |              | 3            | 14,000              |              |              |              |
| 站南 |              | 4            | 18,882              |              |              |              |
| 布雷基尼 |              | 3            | 17,000              |              |              |              |
| 弗朗西斯科-费雷- 韦恩-波特里 |              | 5            | 19,149              |              |              |              |
| 勒布洛讷 |              | 4            | 19,206              |              |              |              |
| 莫尔帕-帕通 |              | 5            | 12,392              |              |              |              |
| 圣女贞德-隆尚- 阿塔兰忒-博略 |              | 4            | 8,570               |              |              |              |
| 北部-圣马丁 |              | 2            | 5,736               |              |              |              |
| 维勒让-博勒加尔 |              | 3            | 18,000              |              |              |              |
| *中文名称非官方正式翻译，仅供参考 |              |              |                     |              |              |              |

## 交通

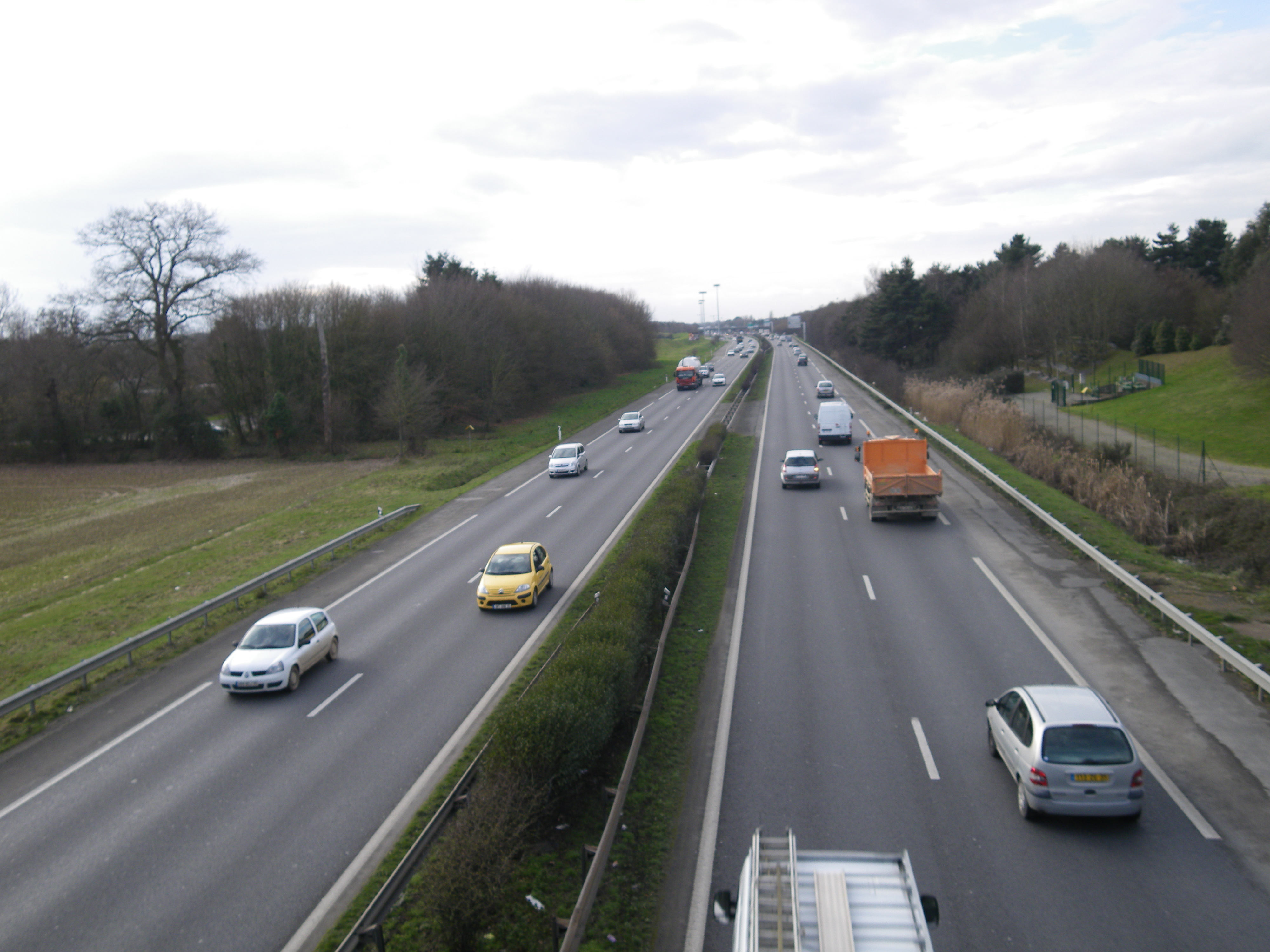
雷恩环城公路

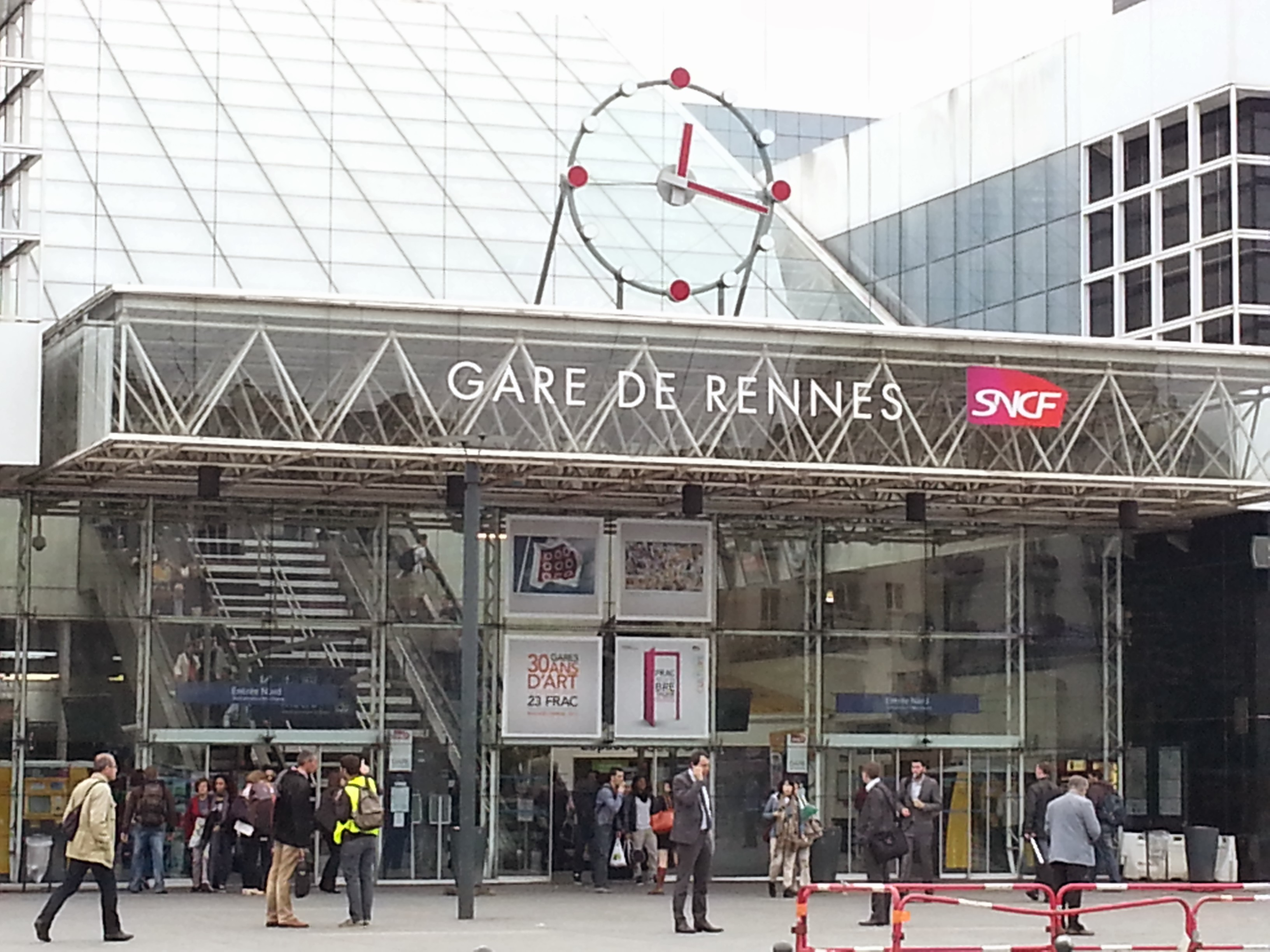
改造前的雷恩火车站主站房

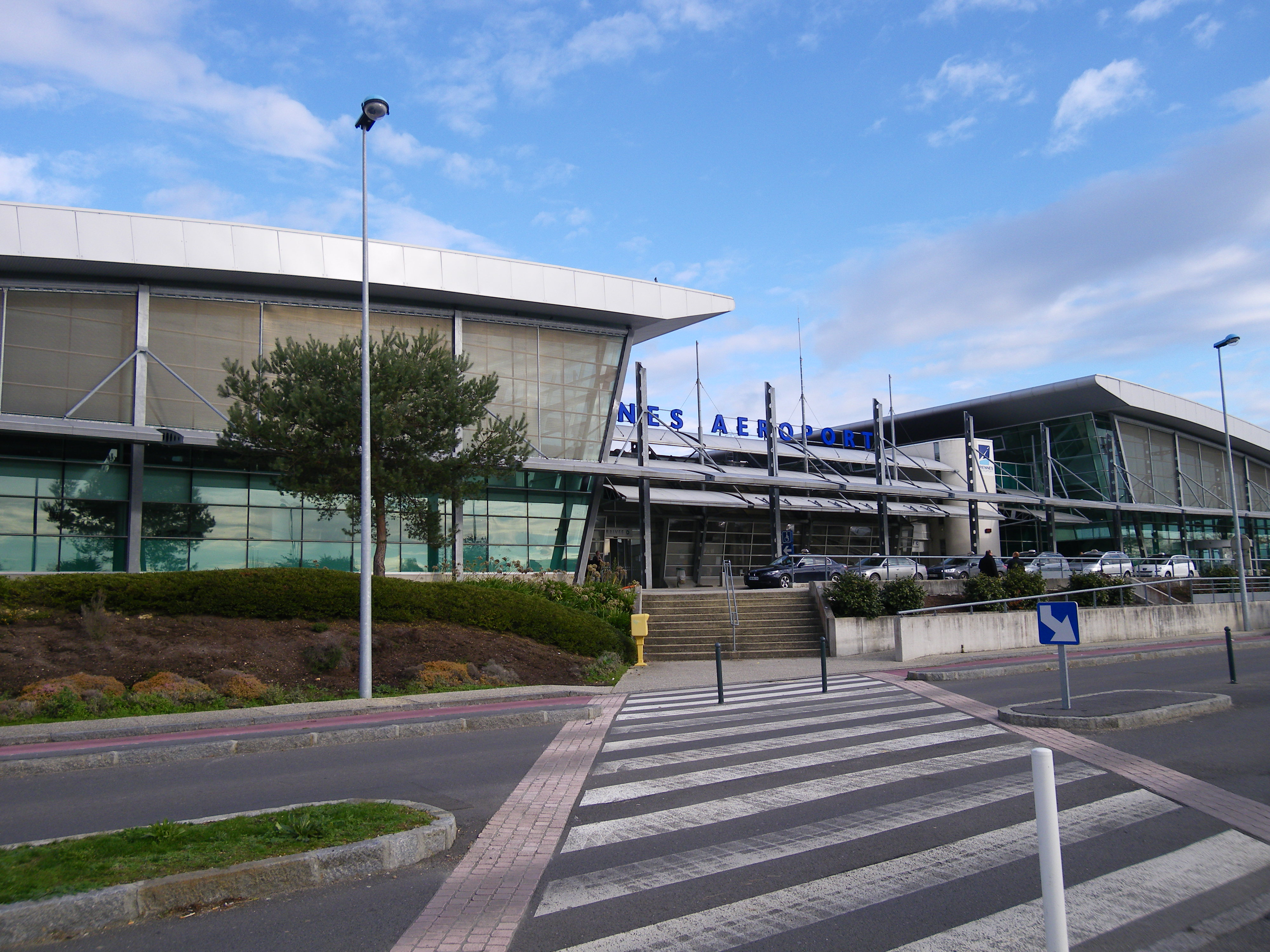
雷恩布列塔尼机场

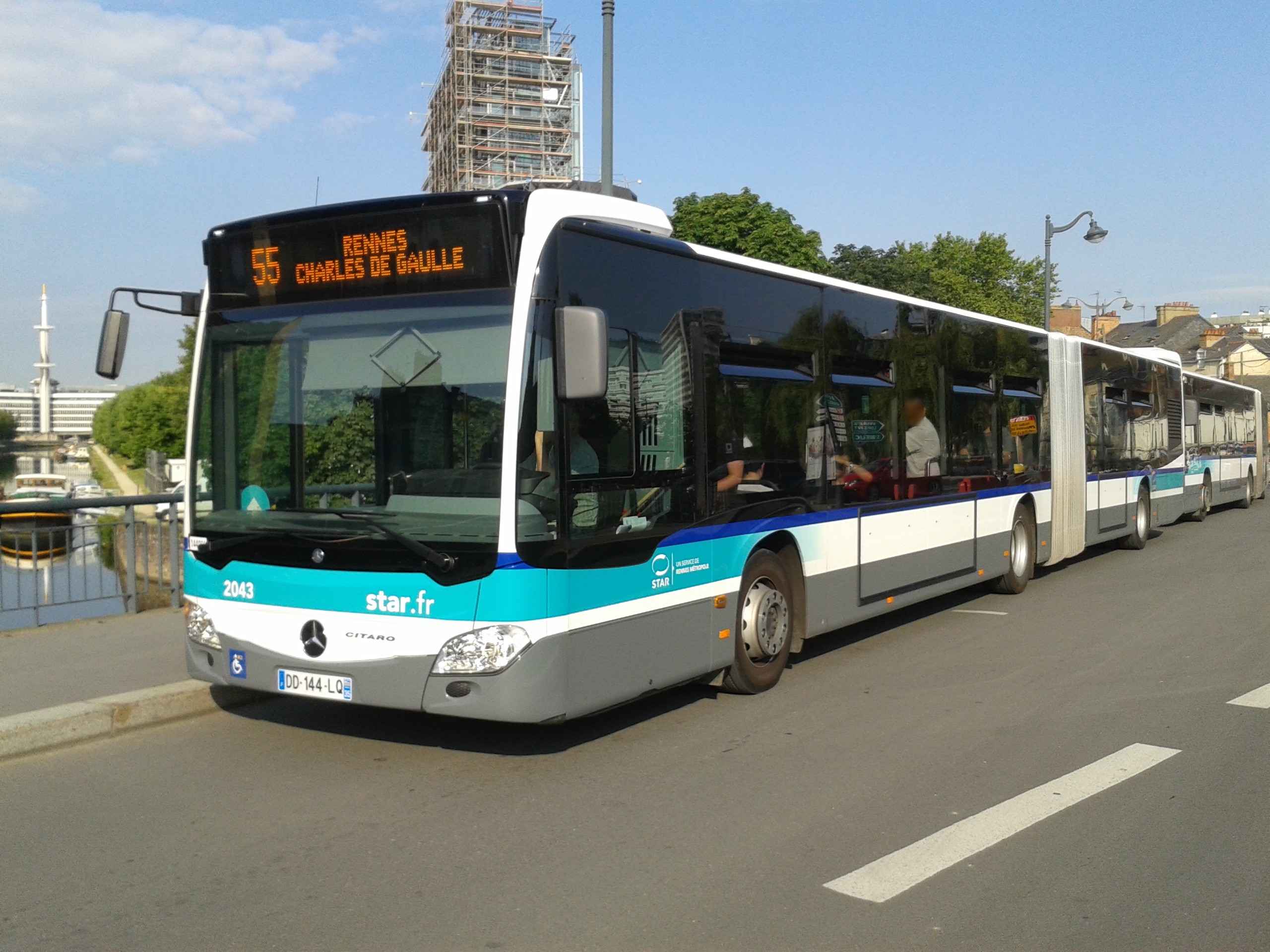
雷恩公交55路

### 公路
雷恩是法国西北部的一个公路交通枢纽，A84高速公路（雷恩－卡昂）、法国国道N12线、N24线、N137线、N157线和多条伊勒-维莱讷省省道在雷恩境内交汇，雷恩环城公路环绕雷恩市区四周，承担了大部分过境雷恩的车流。2015年，63.6%的雷恩家庭拥有至少一辆的私人汽车。2016年，雷恩境内共发生各类交通事故414起，造成8人遇难，498人受伤。
雷恩汽车站位于雷恩市区，紧邻雷恩火车站，是这一地区的重要客运枢纽。布列塔尼大区公共交通开行连接雷恩和卢代阿克、蓬蒂维、勒蒙-圣米歇尔之间的汽车线路，其下属的伊勒-维莱讷省城际客运（商业名称为）则提供前往丹热、富热尔、勒捷、潘蓬、昂特朗等地的班车线路，另有一些校车线路可前往周边部分市镇。自2018年12月，诺曼底大区公共交通开行连接雷恩和卡昂之间的直达豪华巴士。除了区域性的汽车线路外，一些国际性客运公司也提供途径雷恩的长途汽车线路，可直达前往巴黎、里尔、南特、波尔多、图卢兹、布雷斯特、鲁昂、勒芒等城市，并可通过联程中转前往法国及欧洲各地。

### 铁路
雷恩是法国西北部的重要铁路枢纽，巴黎－布雷斯特铁路、雷恩－勒东铁路、雷恩－圣马洛铁路和沙托布里扬－雷恩铁路在此交汇，2017年7月2日开通的布列塔尼高铁线使得巴黎与雷恩之间可实现全程高速铁路，最佳旅行时间缩短至1小时25分钟。雷恩火车站位于雷恩市区，是当地主要的客运铁路车站，该站每天开行十余班前往巴黎的高速列车，同时还开行多趟跨线长途高铁，可直达马赛、里昂、里尔、斯特拉斯堡、兰斯、蒙彼利埃等城市。自2019年12月起，雷恩开行直达布鲁塞尔的高速列车，成为该市历史上首趟国际高铁。雷恩站同时也开行多个方向的区域列车，可前往布雷斯特、坎佩尔、勒捷、南特、格朗维尔、圣马洛和勒芒等地。2018年，雷恩站累计发送旅客数量1041.9万人次，是法国铁路系统当中的a级车站。
除雷恩站外，雷恩境内还有蓬沙尤站和拉波特里站两个铁路乘降所，分别位于雷恩－圣马洛铁路和沙托布里扬－雷恩铁路线上，供当地居民通勤使用。

### 航空
雷恩布列塔尼机场位于雷恩市区西南的圣雅克德拉朗德境内，距离市区大约6公里。该机场是布列塔尼大区内吞吐量最大的民用机场，开行前往巴黎、里昂、马赛、波尔多、尼斯、图卢兹、伦敦、都柏林、巴塞罗那、日内瓦、法兰克福等地的直航航班。此外，雷恩火车站开行直达巴黎戴高乐机场的高速列车，可实现空铁联运。

### 城市公共交通
雷恩城市公共交通（商业名称为）由雷恩都会区负责管理，凯奥雷斯-雷恩负责运营和人员配置。截至2020年3月，雷恩都会区内共有1条地铁、5条主干公交线路和数十条普通公交线路，路网覆盖了都会区内的所有市镇。
雷恩地铁开通于2002年3月，是法国本土第六座拥有地铁的城市，现有一条线路，全长9.4公里，为无人驾驶的轻型轨道交通，采用VAL自动列车，最短运行间隔为90秒。第二条地铁已于2016年开工，计划于2020年12月投入商业运营。
雷恩公共自行车服务自1998年开启，2009年被整合入雷恩城市公共交通系统，现有自行车650辆，停放点55个。

## 政治

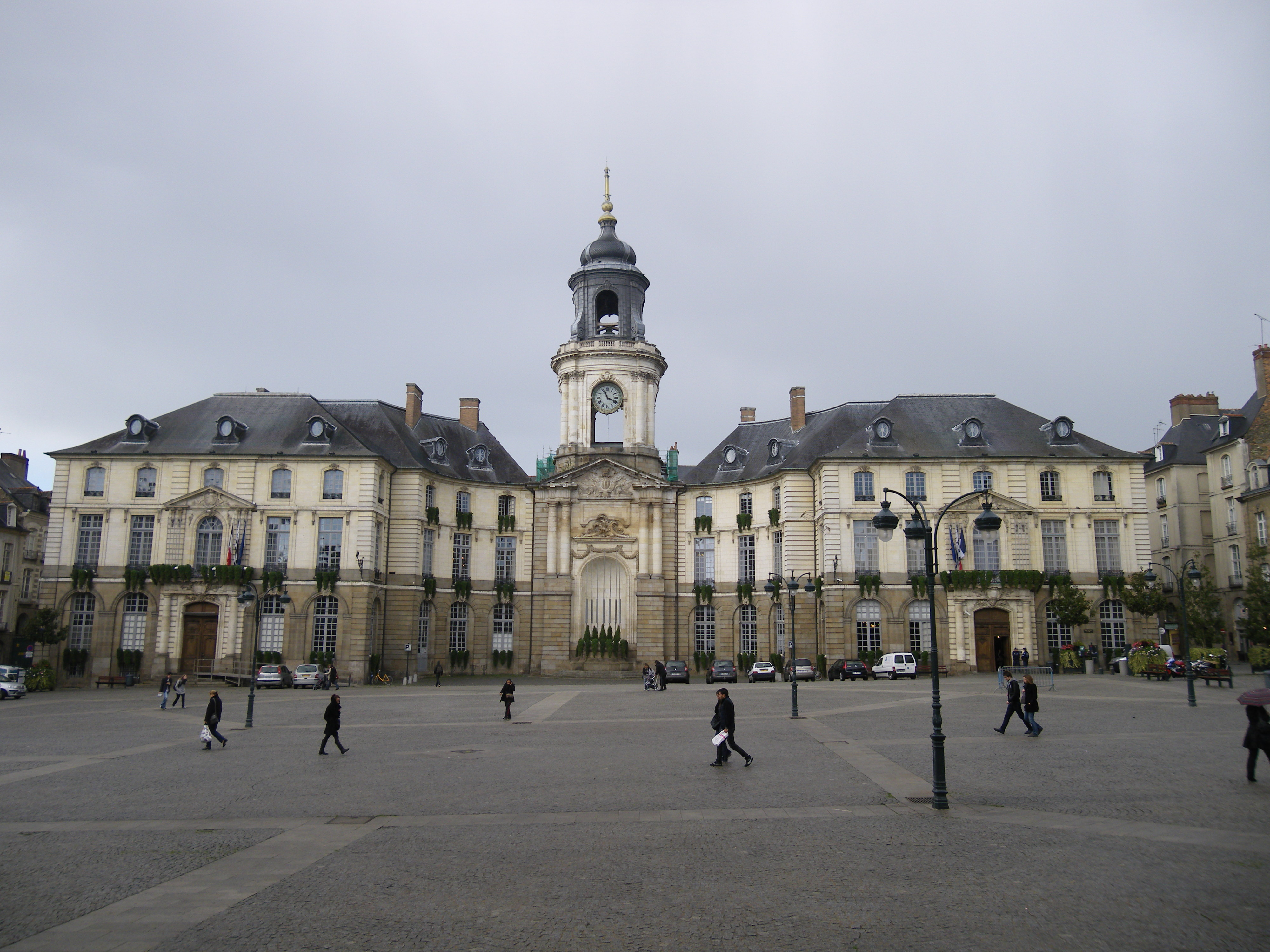
雷恩市政厅

雷恩的现任市长为纳塔莉·阿佩雷女士，为社会党的一名成员，她在2020年的市长选举中获得了65.35%的支持率。
在2017年的法国总统大选当中，法国第25任总统埃马纽埃尔·马克龙在雷恩获得了88.39%的支持率。
| 雷恩历届市长   |                 |                 |
| 任期           | 市长            | 党派            |
| 1944年－1953年 | 伊夫·米隆       | RPF法国人民联盟 |
| 1953年－1977年 | 亨利·弗雷维尔   | MRP人民共和运动 |
| 1977年－2008年 | 埃德蒙·埃尔韦   | PS社会党        |
| 2008年－2014年 | 达尼埃尔·德拉沃 | PS社会党        |
| 2014年－       | 纳塔莉·阿佩雷   | PS社会党        |

## 人口
雷恩是伊勒-维莱讷省和布列塔尼大区人口最多的城市。2017年，雷恩市镇人口数量为216,815，在法国排名第11位。其中男性102,515人，女性113,753人，75岁及以上人口占6.4%，外籍人口数量为19,259人，人口密度为4,303人/平方公里，当地居民被称为（男性）或（女性）。2018年，雷恩境内出生2,659人，死亡人口1,512人。
| 年份   | 1936   | 1946    | 1954    | 1962    | 1968    | 1975    | 1982    | 1990    | 1999    | 2006    | 2011    | 2016    | 2017    |
| ------ | ------ | ------- | ------- | ------- | ------- | ------- | ------- | ------- | ------- | ------- | ------- | ------- | ------- |
| 人口數 | 98,538 | 113,781 | 124,122 | 151,948 | 180,943 | 198,305 | 194,656 | 197,536 | 206,229 | 209,613 | 208,033 | 216,268 | 216,815 |

## 经济

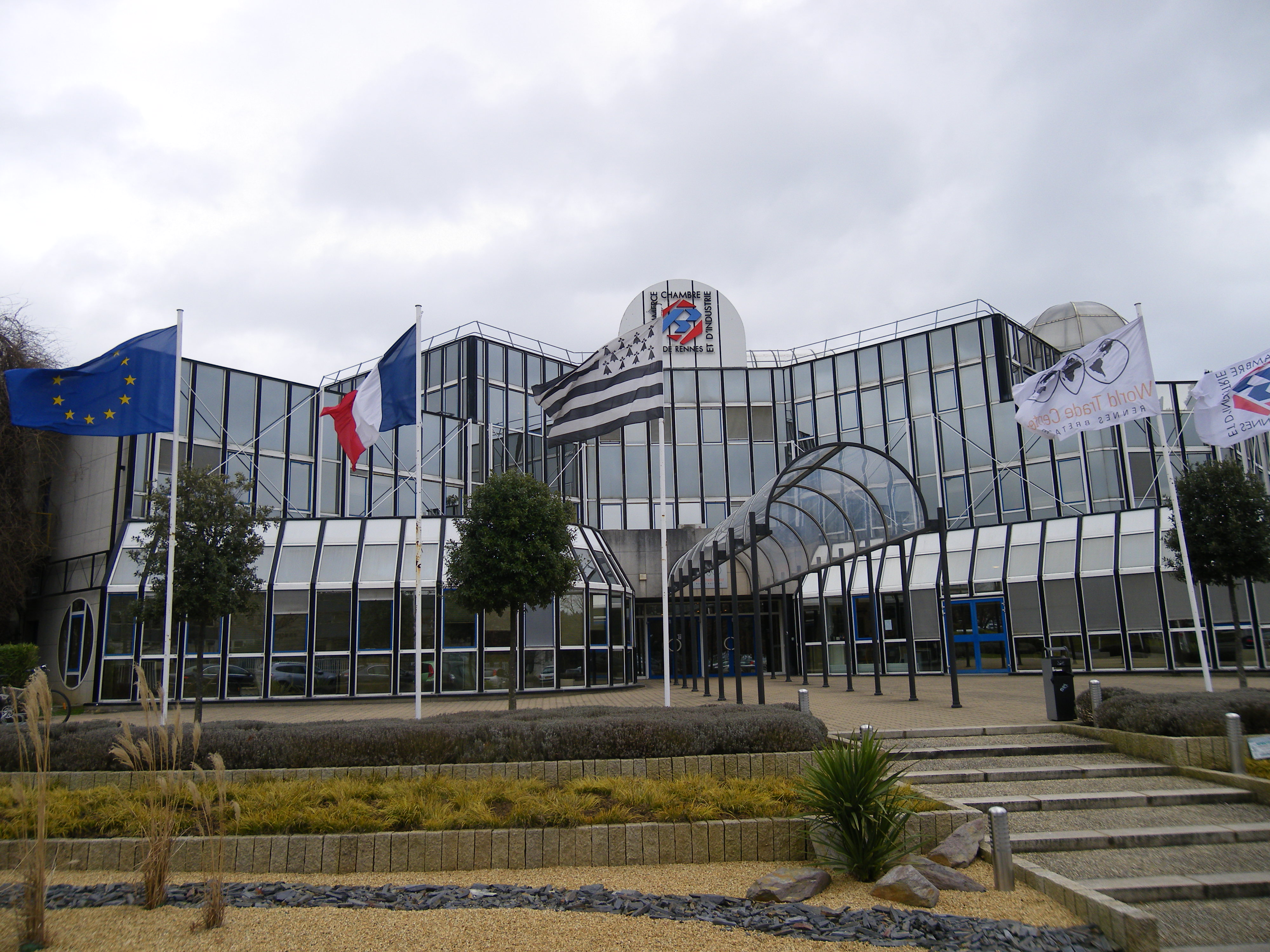
布列塔尼大区工商会

雷恩是法国本土重要的工商业城市之一，布列塔尼大区和伊勒-维莱讷省两级工商业驻地。在第一产业方面，雷恩所处的伊勒-维莱讷省是法国重要的机械化农业产区，雷恩自1987年起每年举办欧洲路口-畜牧产品博览会；在第二产业方面，雷恩境内设有电子、机械、食品制造、医药等多个工业部门，标致雪铁龙集团在雷恩南郊的布列塔尼的沙特尔建立标致雪铁龙雷恩工厂，为当地提供了数千个就业岗位；在第三产业方面，雷恩是法国重要的科教城市，主要的国家性教育、媒体、邮政、保险、银行等机构在雷恩设有分支，法国国家科学研究中心和法新社在雷恩设有分院，法国公路数据处理中心设于雷恩，后者负责处理法国境内所有的交通违法记录。

## 财政收入
2018年，雷恩的财政收入总额为299,902,000欧元，财政支出总额为275,393,000欧元，当年的债务总额为178,560,000欧元。
2014年，雷恩的人均月收入总额为2,495欧元，其中高职人员为3,978欧元，普通职员为1,853欧元。
2016年，雷恩境内的青壮年（15至64岁）失业率为17%，当地45.1%的家庭拥有纳税资格。

## 社会事务

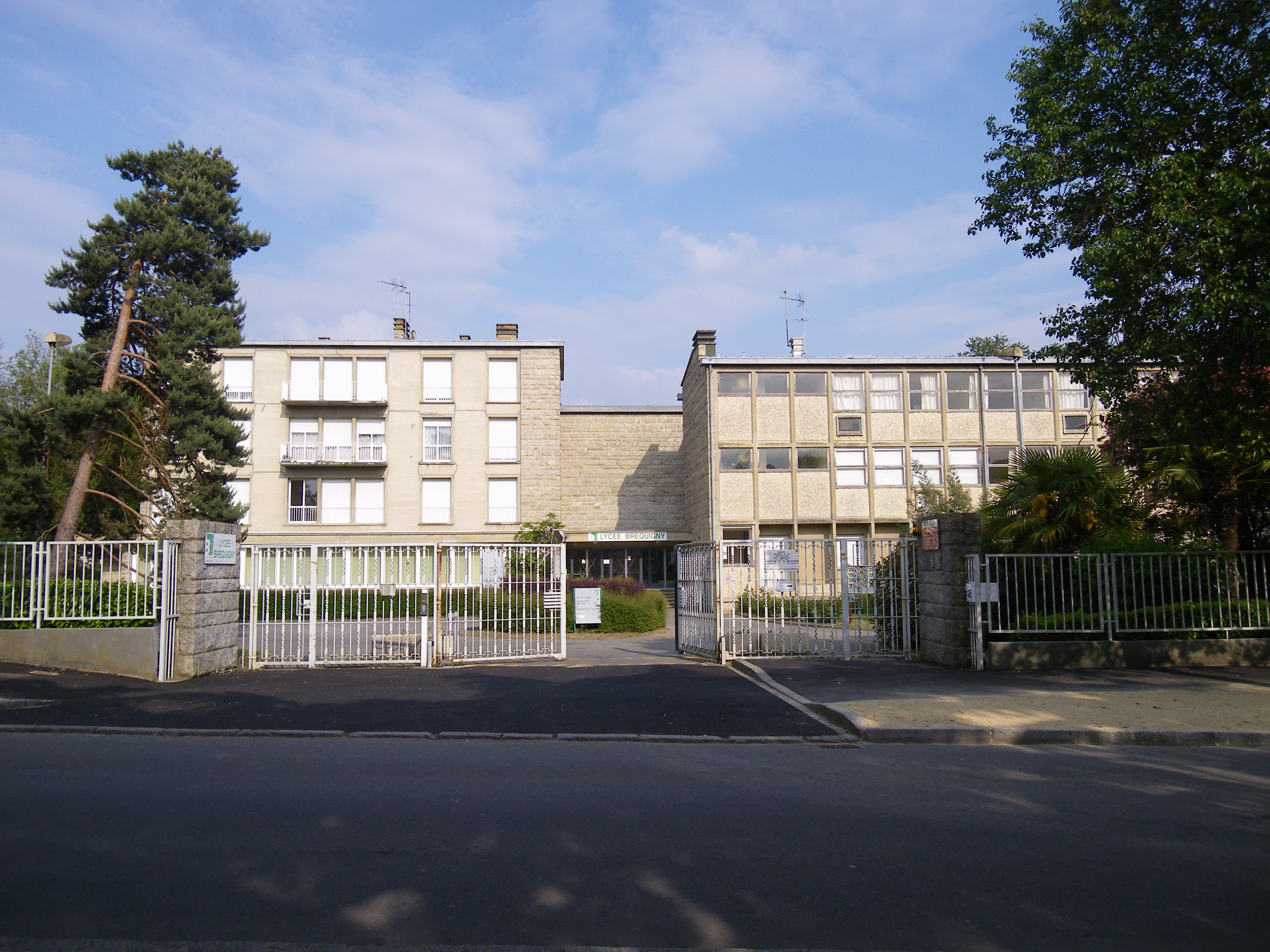
布雷基尼高级中学

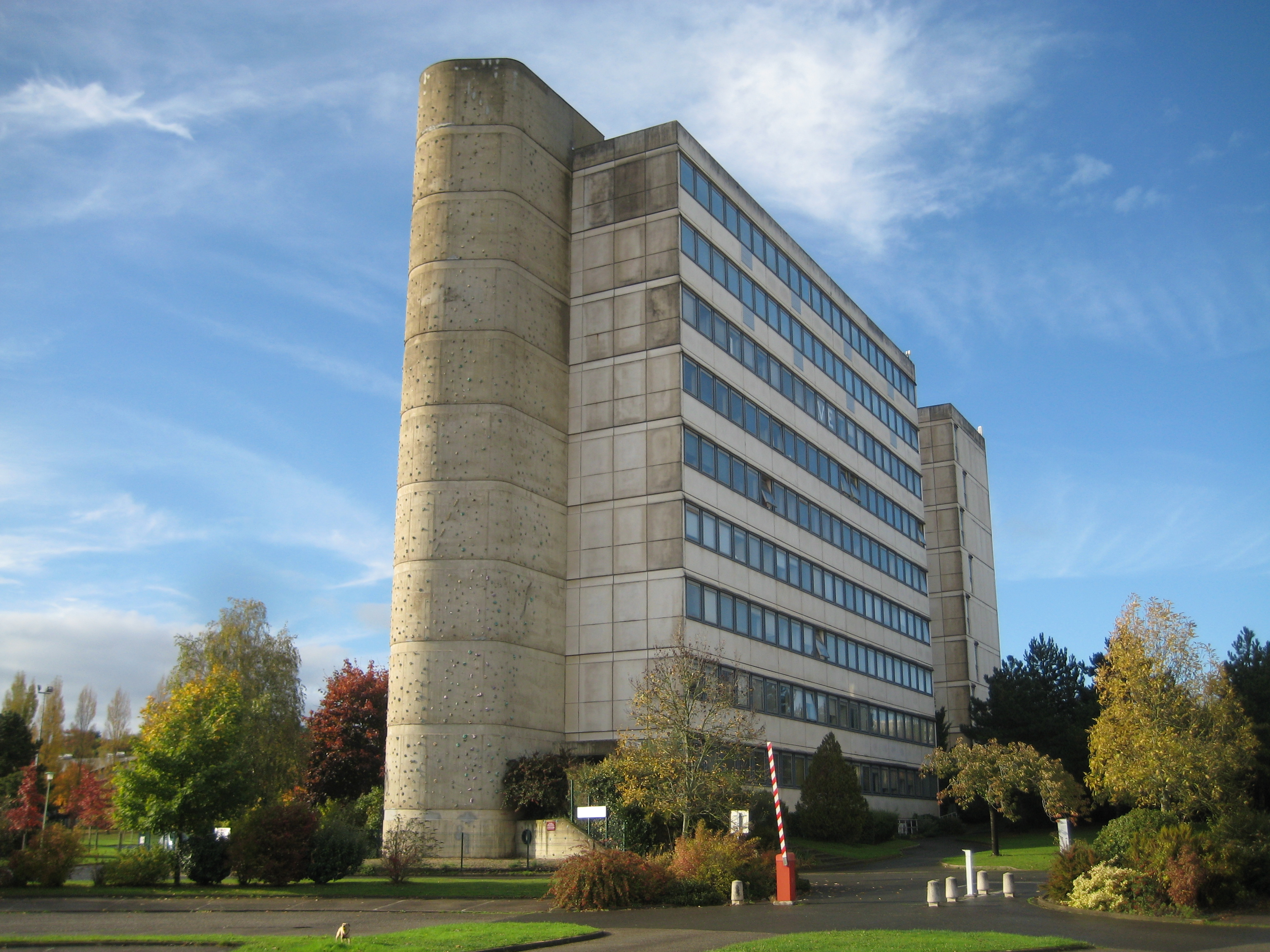
雷恩第一大学数学系

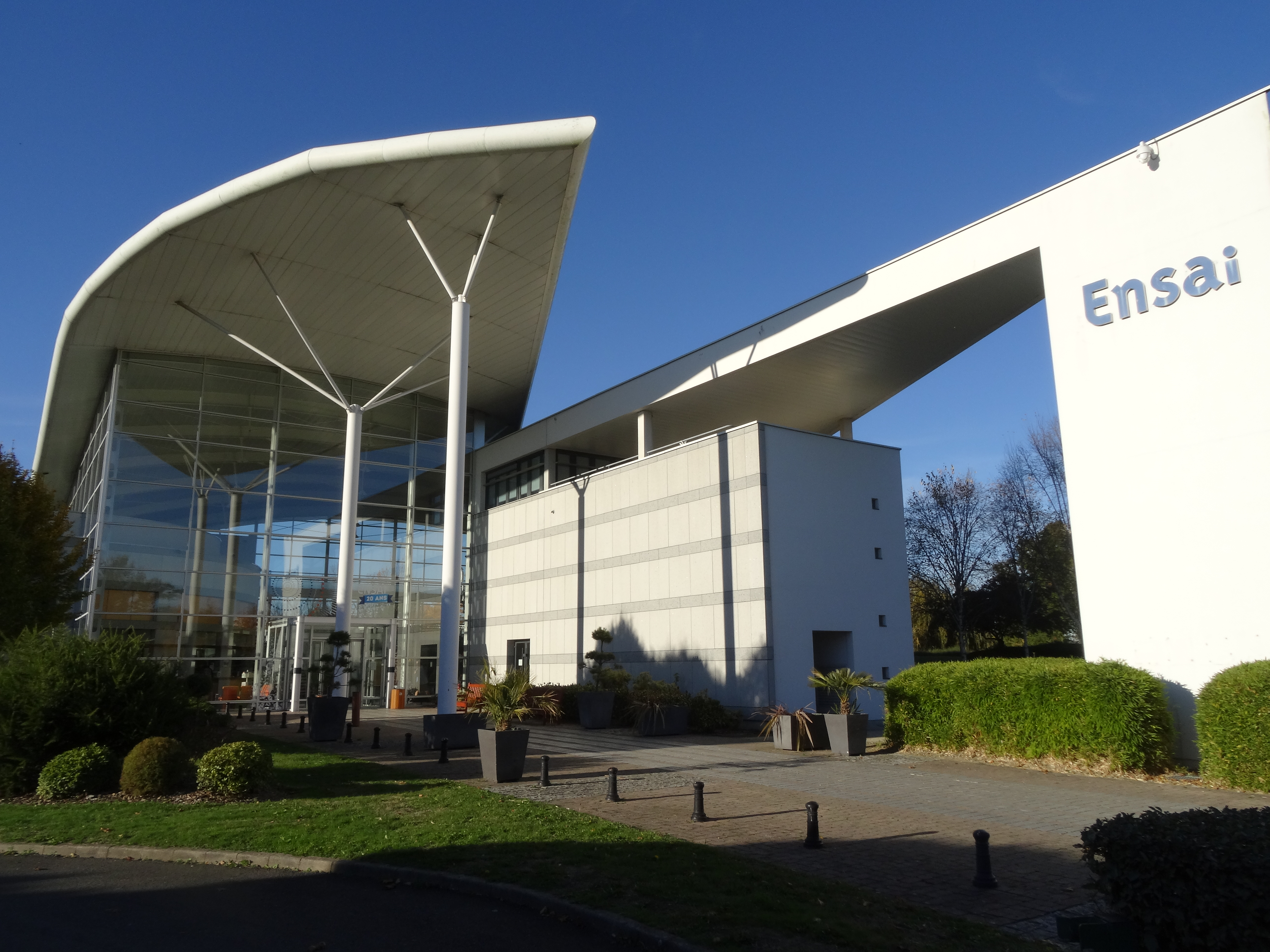
国立信息分析与数据学校

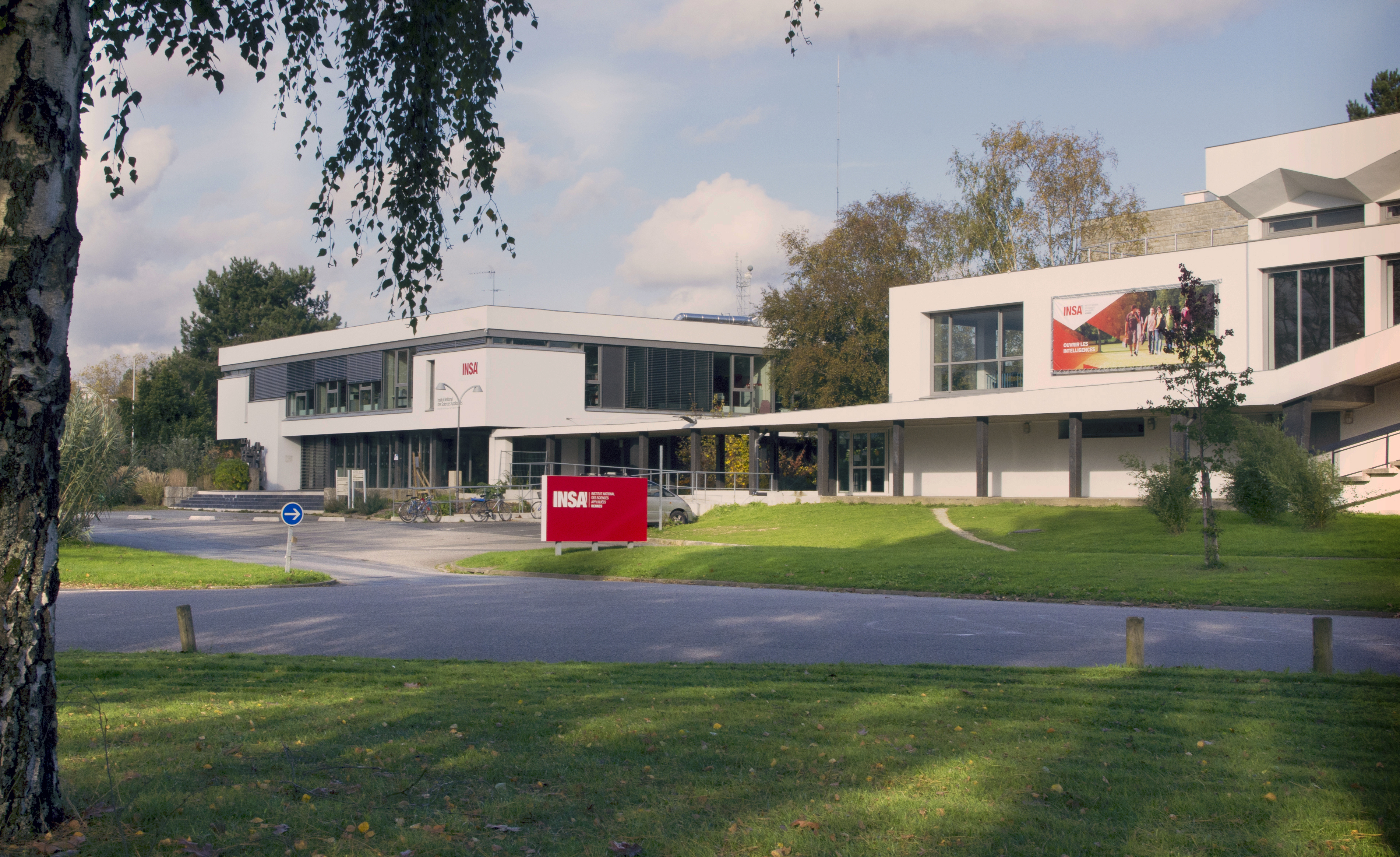
国立雷恩应用科学学院

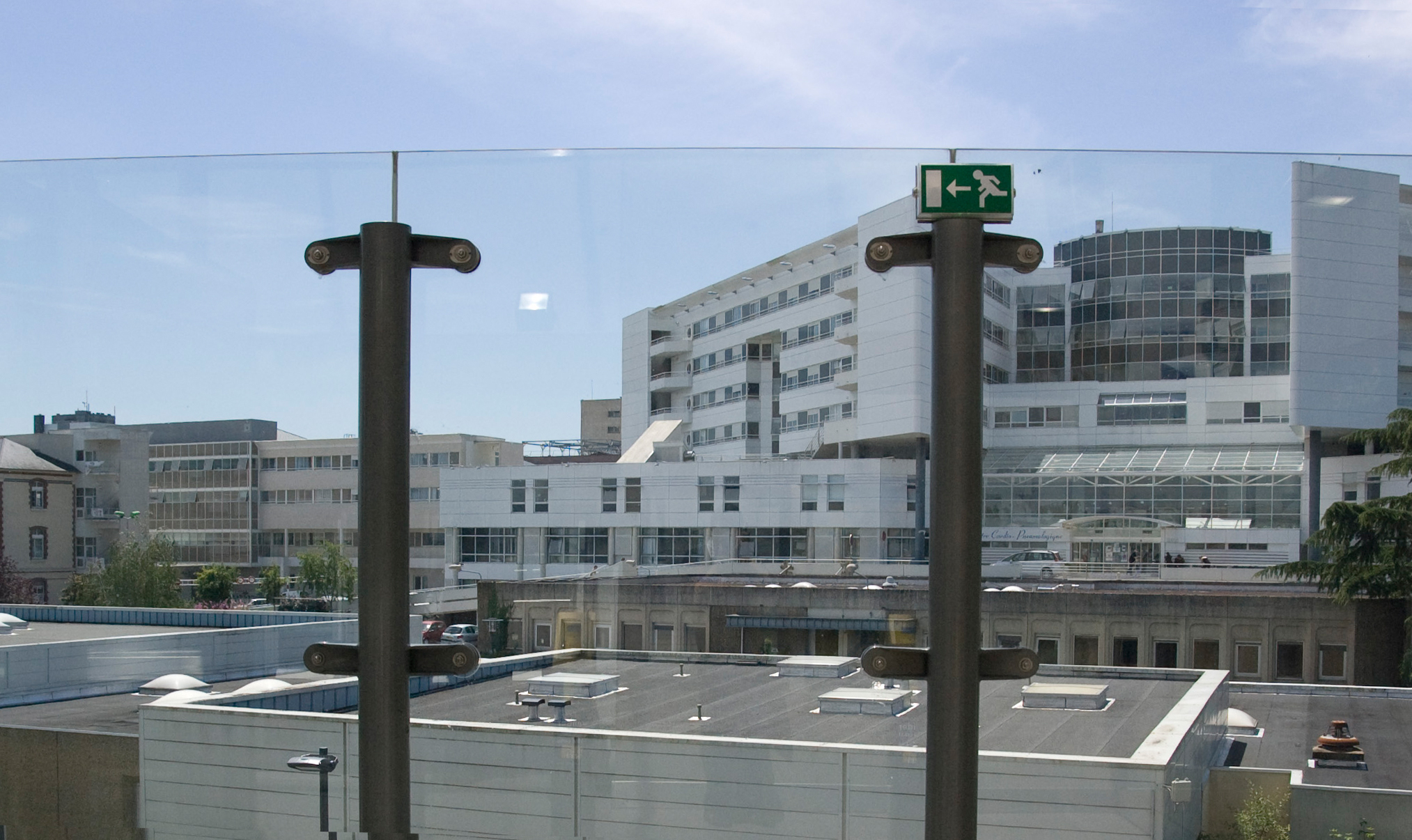
蓬沙尤医院

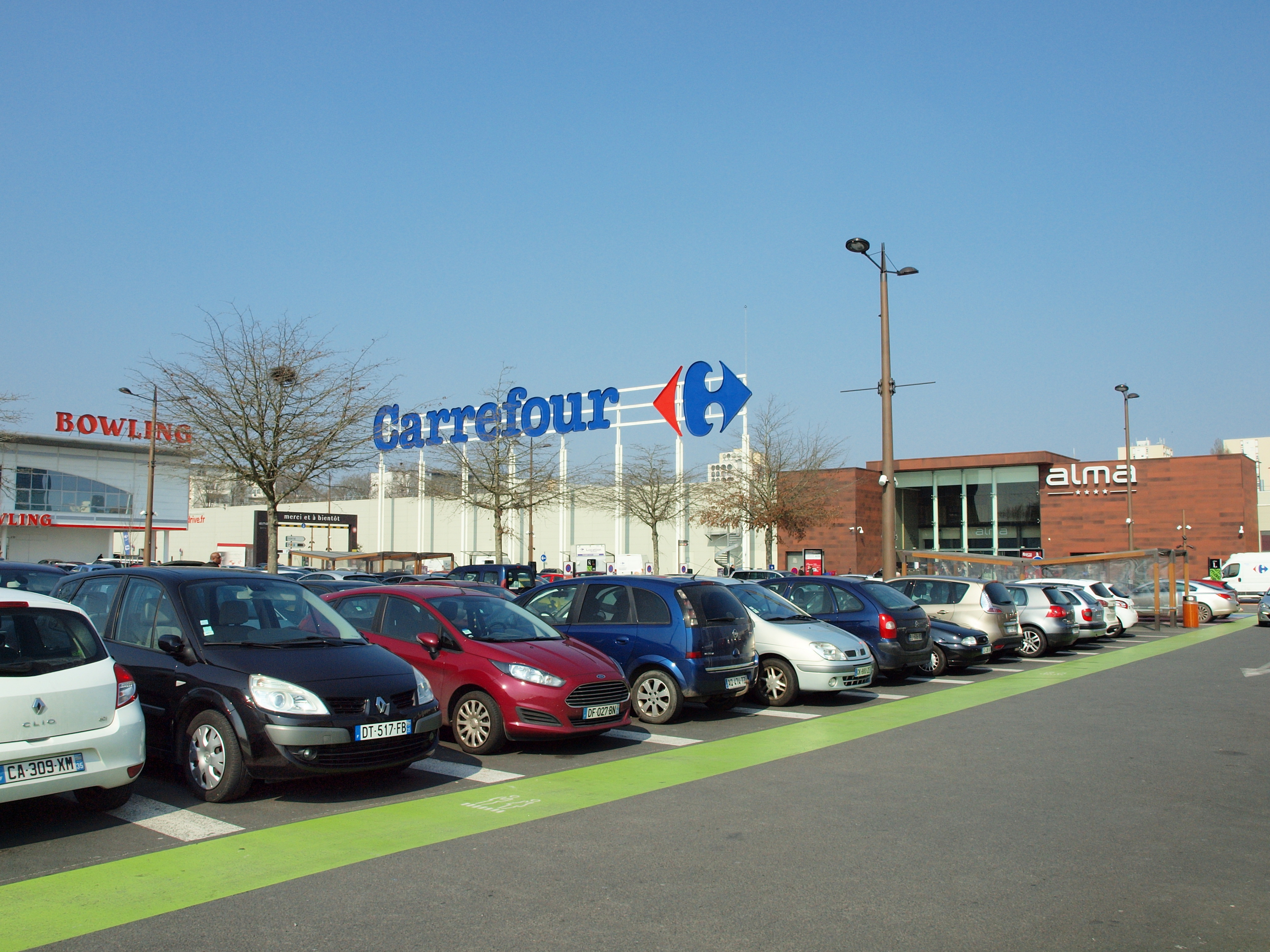
阿尔马商业街区内的一处大型零售超市

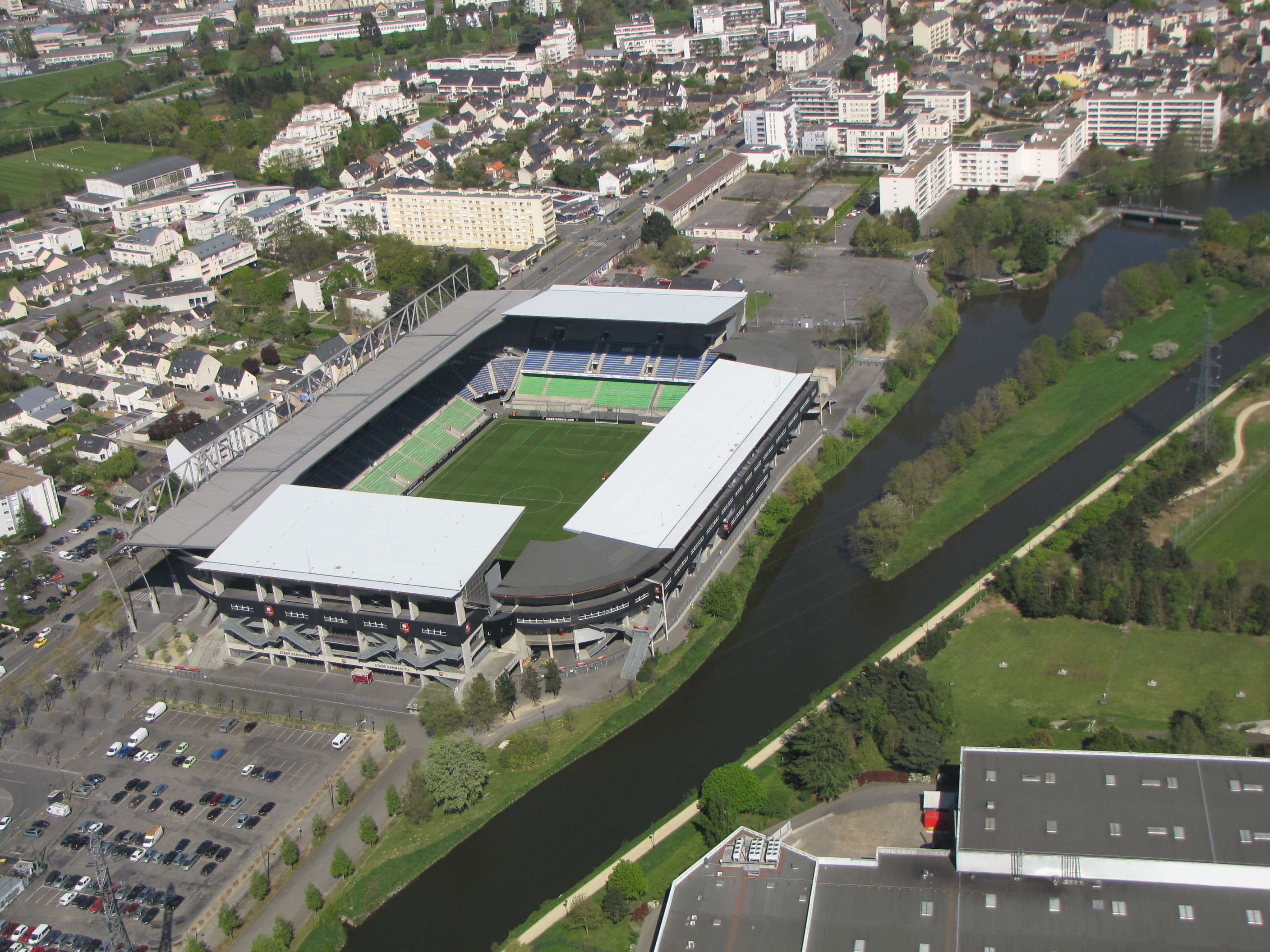
雷恩公园球场

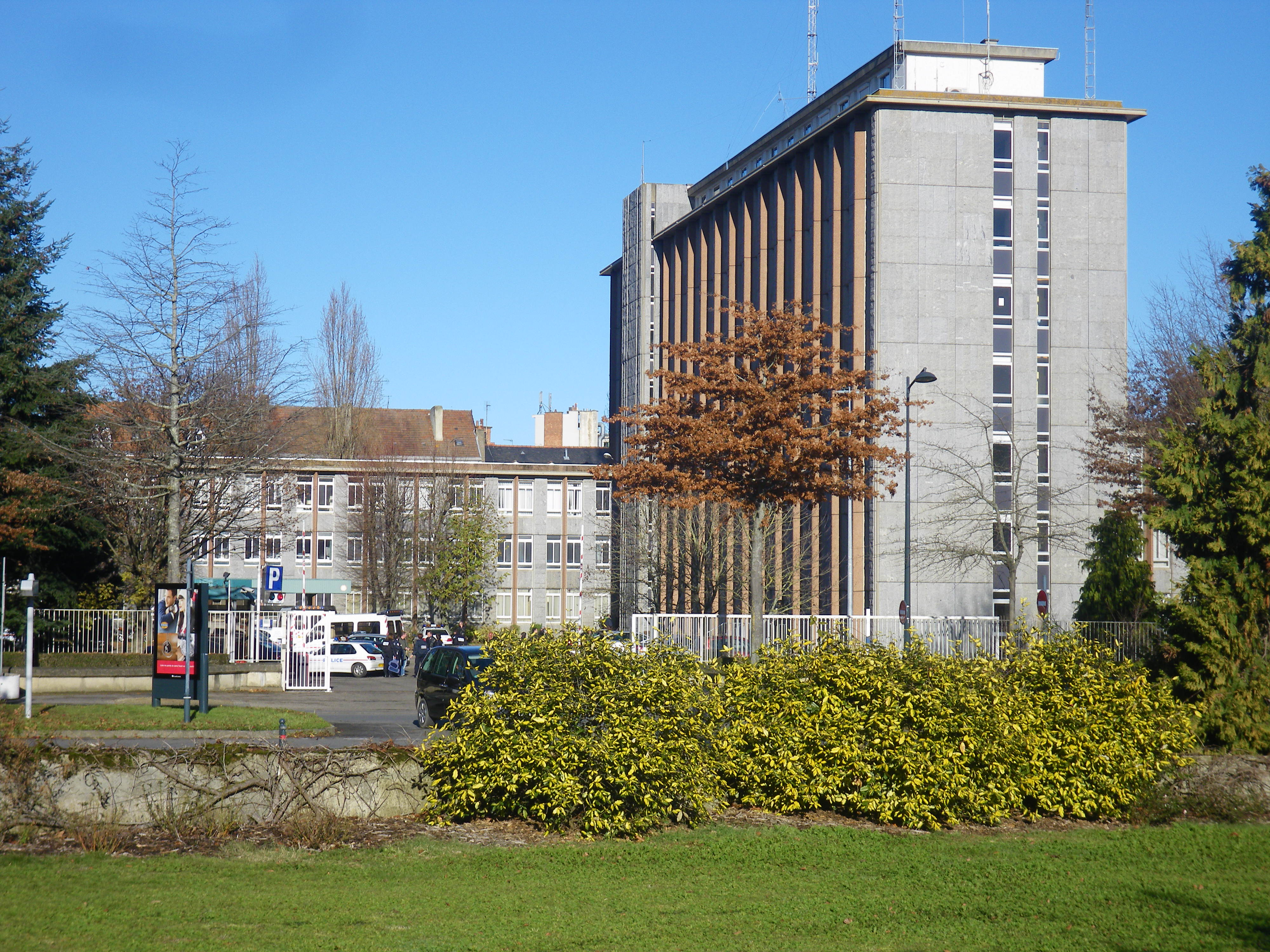
雷恩警察局

### 教育
雷恩是同名学区的驻地。截止2017年1月1日，雷恩境内共有35所幼儿园、61所小学、19所初级中学、15所普通高中、1所农业高中和9所职业高中，其中部分高中开设大学校预备班。2018至2019学年度，雷恩境内共有学生26,846名。
在高等教育方面，雷恩是法国重要的大学城，拥有两所公立综合性大学和多所高等教育学府及研究所，此外隶属于法国卫生部的公共健康研究培训学校亦位于雷恩境内，该校负责培养法国医疗系统管理人才。
| 雷恩主要高等学府                          | 雷恩主要高等学府 | 雷恩主要高等学府                    | 雷恩主要高等学府 | 雷恩主要高等学府 |
| 中文名称                                  | 法语名称或缩写   | 类别                                | 成立年代         | 备注             |
| ----------------------------------------- | ---------------- | ----------------------------------- | ---------------- | ---------------- |
| 雷恩第一大学                              |                  | 综合公立大学                        | 1970             |                  |
| 雷恩第二大学                              |                  | 综合公立大学                        | 1969             |                  |
| 国立农业、食品、环境高等学院 （雷恩校区） |                  | 工程师学校、大学校                  | 2020             | [ 文 2 ]         |
| 中央理工-高等电力学院 （雷恩校区）        |                  | 工程师学校、大学校                  | 2007             |                  |
| 雷恩高等工程师学校                        |                  | 工程师学校、大学校                  | 2009             |                  |
| 国立雷恩应用科学学院                      |                  | 工程师学校、大学校                  | 1966             |                  |
| 国立信息分析与数据学校                    |                  | 工程师学校、大学校                  | 1994             |                  |
| 国立雷恩高等化学学校                      |                  | 工程师学校、大学校                  | 1919             |                  |
| 国立大西洋矿业电信高等学校 （雷恩校区）   |                  | 工程师学校、大学校 矿业电信学校联盟 | 2017             | [ 文 3 ]         |
| 信息与科技学校 （雷恩校区）               |                  | 工程师学校、大学校                  | 1984             |                  |
| 信息与新科技学校 （雷恩校区）             |                  | 私立工程师学校、大学校              | 2009             |                  |
| 雷恩政治学院                              |                  | 大学校                              | 1991             |                  |
| 雷恩高等商学院                            |                  | 商学院                              | 1990             |                  |
| 布列塔尼欧洲高等艺术学校                  |                  | 艺术学校                            | 2010             |                  |
| 布列塔尼国立高等建筑学校                  | ENSAB            | 建筑学校                            | 1905             |                  |

雷恩市区内共有三个主要的大学城：位于市区东部的博略大学城主要包含雷恩第一大学本部下属的学院；而雷恩第二大学则主要分布在位于市区西部的维勒让大学城和拉阿尔普大学城。此外凯尔-拉恩大学城位于雷恩市区以南大约10公里外的布吕兹境内，通过快速公交线路与市区连接。

### 医疗
截止2017年1月1日，雷恩境内共有全科医生269名、保健师293名、牙医150名、护士187名、耳科医生3名、眼科医生14名、皮肤科医生22名、助产士25名、儿科医生21名和妇科医生35名。境内共有药房66家，养老院23家，残疾人帮扶中心17家。
雷恩大学中心医院是法国30所教学医院之一，其在雷恩市区设有5处病区，其中蓬沙尤医院（hôpital de Pontchaillou）设有924张病床，是当地规模最大的公立综合性医院。

### 住房
2015年，雷恩境内共有各类住房122,764套，其中90.9%为常住房屋。市区西部的维勒让街区和市区南部的布雷基尼街区是主要的集中式居民区。
雷恩都会区负责管理其境内的住房建设及改造项目，其已于2014年制定了《2015至2020年雷恩区域住房规划方案》，旨在提高境内居民房屋质量，改善城市生活环境，同时加强保障性居民用房的建设。截至2018年底，雷恩都会区已新增或改造了各类住房18,300套，完成了境内5,904户居民房屋的改造。2019年，雷恩都会区又新增拨款500万欧元，新建了282套保障性住房，当地6,463户家庭获得房屋补助。

### 商业
2018年，雷恩境内共有各类商铺13,086家，其中餐饮服务类3,881家，占总数的29.5%。
阿尔马中心位于雷恩市区南部，是当地主要的开放式商业街区，家乐福、巴黎春天、飒拉、GO Sport等大型连锁超市集中于此，其周边还有特吕福花园超市、Kiabi等专业性卖场分布。而雷恩市区东部的塞松-塞维涅及北部的圣格雷瓜尔境内也有同类型的商业街区。
2008年11月5日，宜家家居雷恩店在雷恩市区西北部的帕塞建成营业。

### 体育
2017年，雷恩境内共有5家游泳池、47间健身房、9座综合体育场、27处网球场、27处足球或橄榄球场、15处篮球或排球场以及1处高尔夫球场。拉瓦莱特体育馆位于雷恩市区东郊的塞松-塞维涅境内，是当地主要的大型开放式体育公园。
雷恩足球俱乐部是当地代表性的职业球队，成立于1901年，自1932年起参加职业联赛，获得过3次法国杯冠军，2019至2020赛季参加法国足球甲级联赛，其主场雷恩公园球场（2011年以前称为“洛里昂公路球场”）可同时容纳3万名观众，是法国西部规模最大的体育场之一。
除足球外，雷恩的职业球队还有塞松-雷恩都会手球俱乐部、雷恩学生橄榄球俱乐部和雷恩排球俱乐部等。

### 环境
雷恩的环境事务由其雷恩都会区负责，市区内有多处开放式绿地公园。截至2020年3月，都会区内共有19处垃圾处理中心，全年向公众开放。
2017年，雷恩境内共有6家污染企业。同年的一氧化碳浓度平均值为291µg/m³、二氧化氮浓度平均值为26.7µg/m³、臭氧浓度平均值为50µg/m³，二氧化硫浓度平均值为0、颗粒物平均值为23µg/m³、水体坤化物浓度为0.2µg/L。

### 治安
雷恩境内共有五个派出所、一个国家宪兵队和一个消防站。法国炮兵第七和第十集团的部分部队驻扎于雷恩，雷恩-沃赞监狱位于市区西郊。
2014年，雷恩及附近地区共发生各类案件14,680起，其中盗窃类案件9,148起，经济类案件1,717起，毒品交易类案件511起。

## 文化
2017年，雷恩境内共有5个剧场、4个电影院、3个博物馆、1个音乐厅和11个公共图书馆。代表性的文化设施包括布列塔尼交响乐音乐厅、雷恩自由剧场、Ubu剧场、布列塔尼国家大剧场（又称“雷恩市文化宫”）等。

### 城市规划

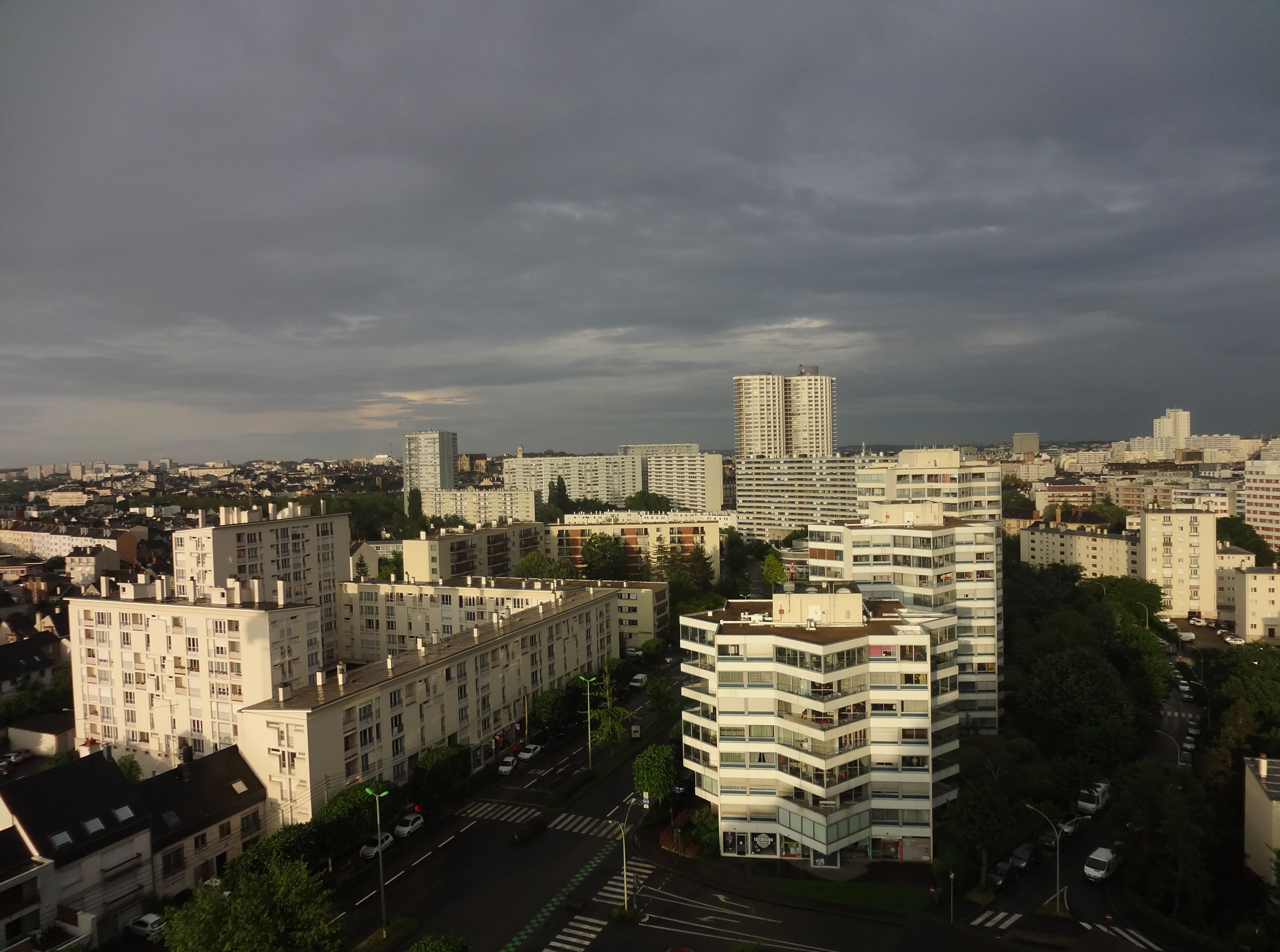
主教堡街区的现代建筑

雷恩位于维莱讷河上游的一处平原之上，地势平坦，阿里斯蒂德·白里安大街（avenue Aristide Briand）、阿尔马街（rue de l'Alma）、布雷斯特街（rue Brest）和圣马洛街（rue Saint-Malo）分别为主城区东南西北四个方向的主轴线。共和国广场则是雷恩的城市几何中心，地铁和主要公交线路在此交汇。
雷恩的城市规划由都会区负责，《雷恩市际城市规划总体方案》（PLUi de Rennes Métropole）已于2019年12月19日编制完成，并于2020年2月4日向公众颁布。根据规划，雷恩都会区人口数量将于2035年达到52万，低密度分散式住宅区将成为当地的主要城市发展方向。

### 建筑
雷恩是法国艺术与历史之城，境内共有90处国家文物保护单位。莫尔代勒门建于三世纪，是雷恩境内保存完好的历史最久远的建筑物，此外建于同一时期的雷恩古城墙也在部分街区有较好的保存。雷恩地区的传统民居为木质结构房屋，自1720年雷恩大火后，当地的新建筑普遍改用石质材料，代表性建筑物包括布列塔尼议会宫、圣乔治宫、雷恩市政厅、雷恩歌剧院等。雷恩的现代建筑物修建于二战以后，其中地平线居民楼建成于1970年，是雷恩境内最高的建筑，达99米；雷恩火车站最初建于19世纪中期，二战中被毁，新主站房建于1992年，而自2015年起该站房再次进行大规模的翻新改造，新增开放式台阶等设施，并于2019年基本完工。

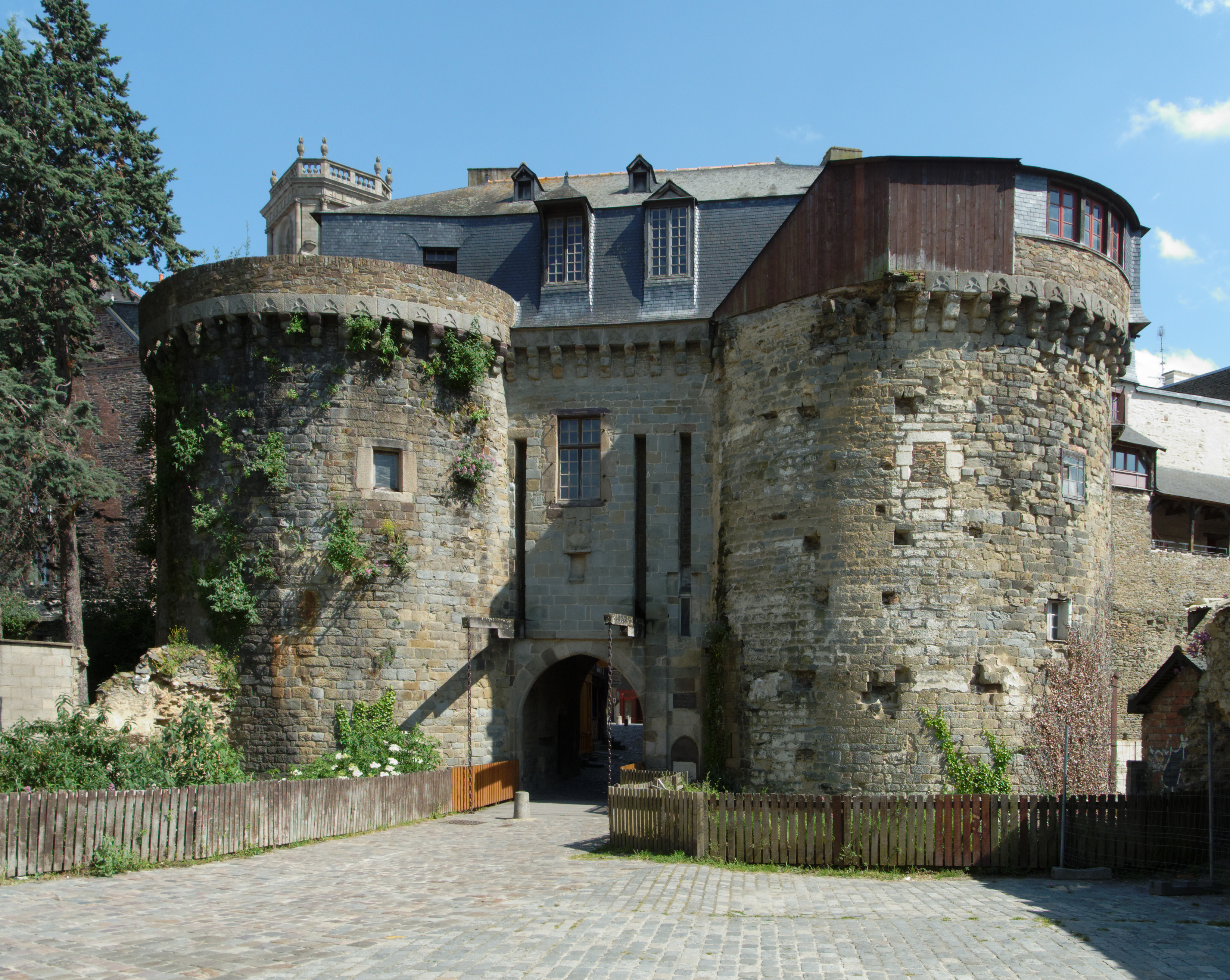
莫尔代勒门
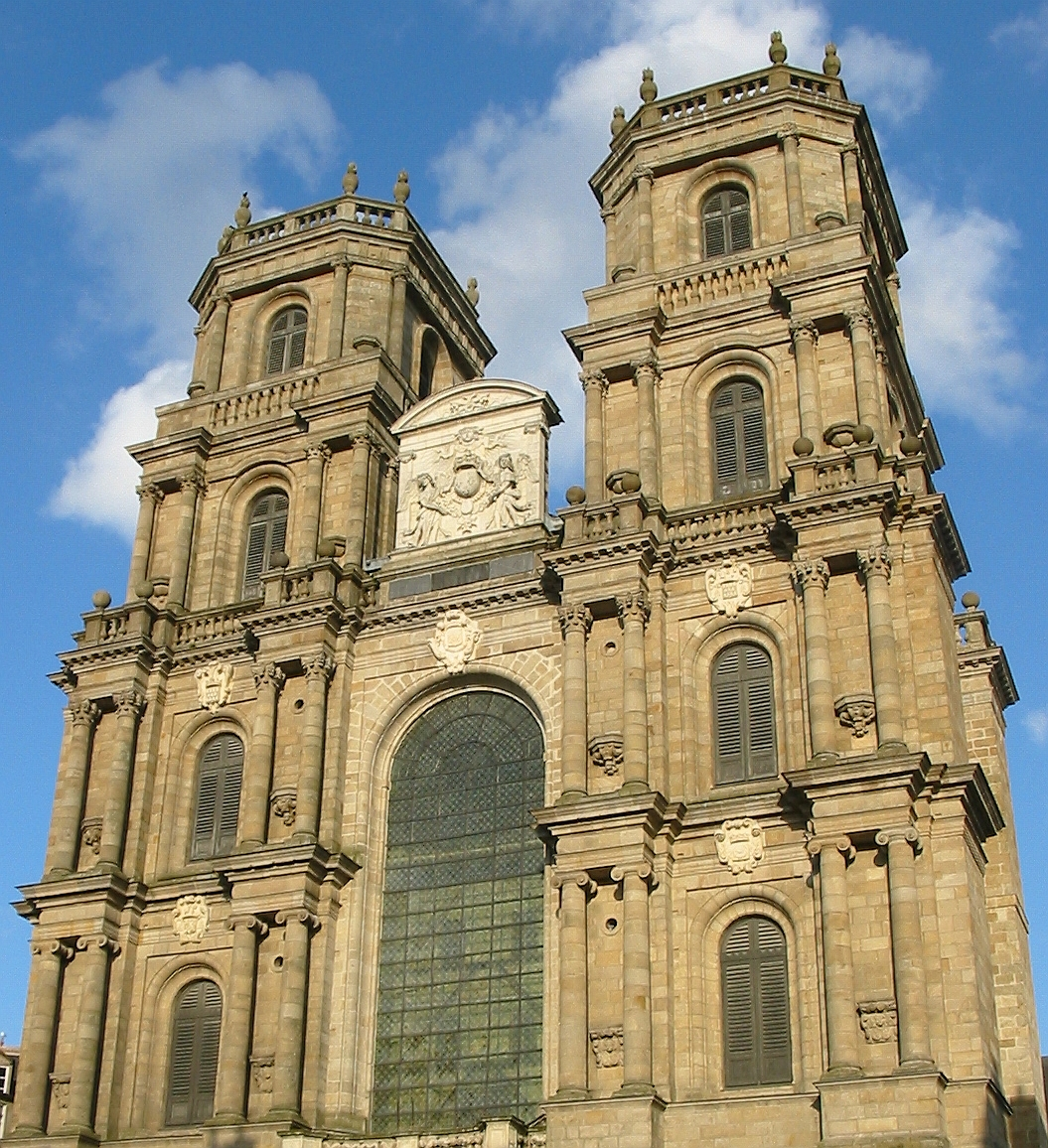
雷恩圣伯多禄主教座堂
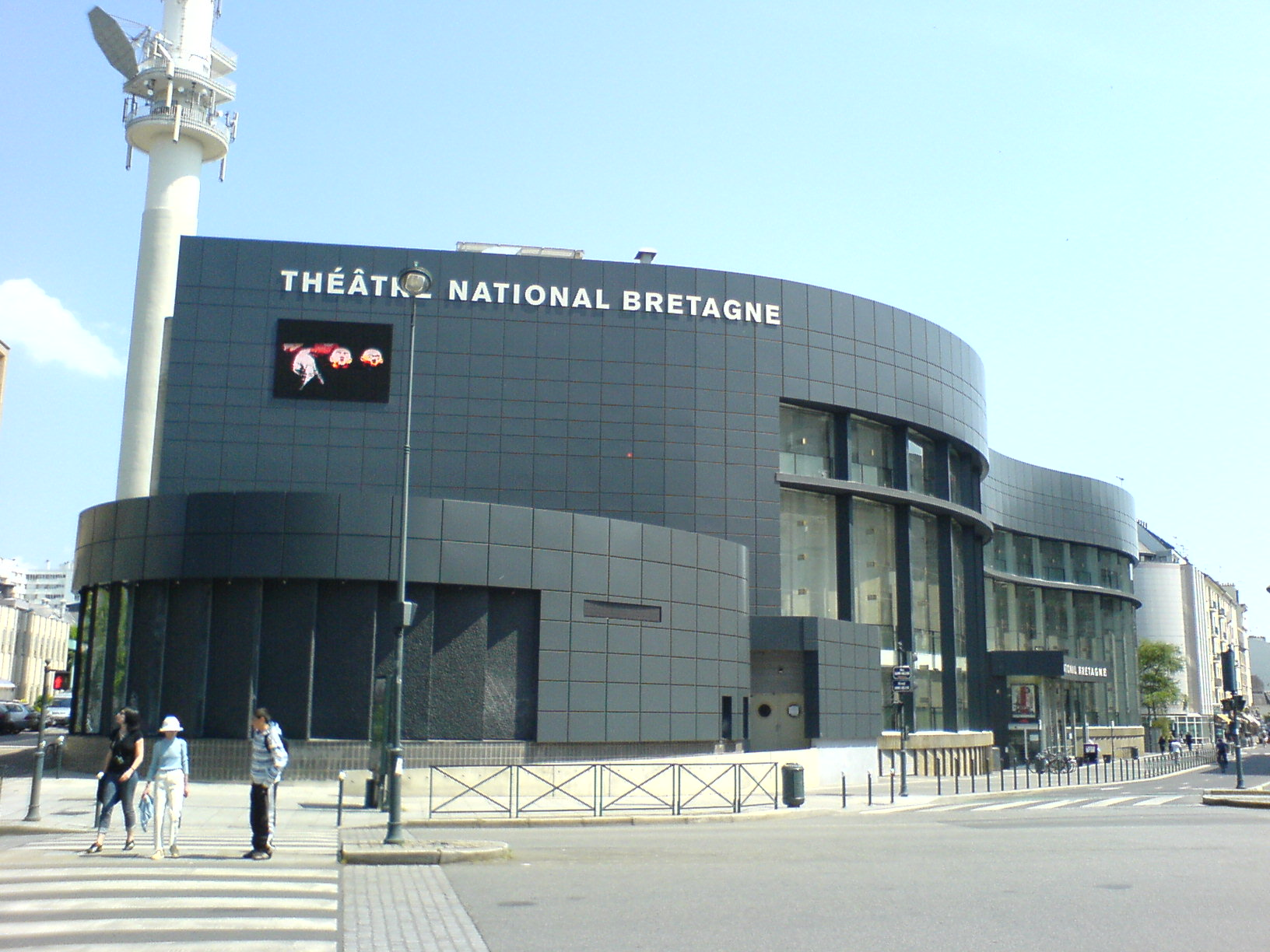
布列塔尼国家大剧场
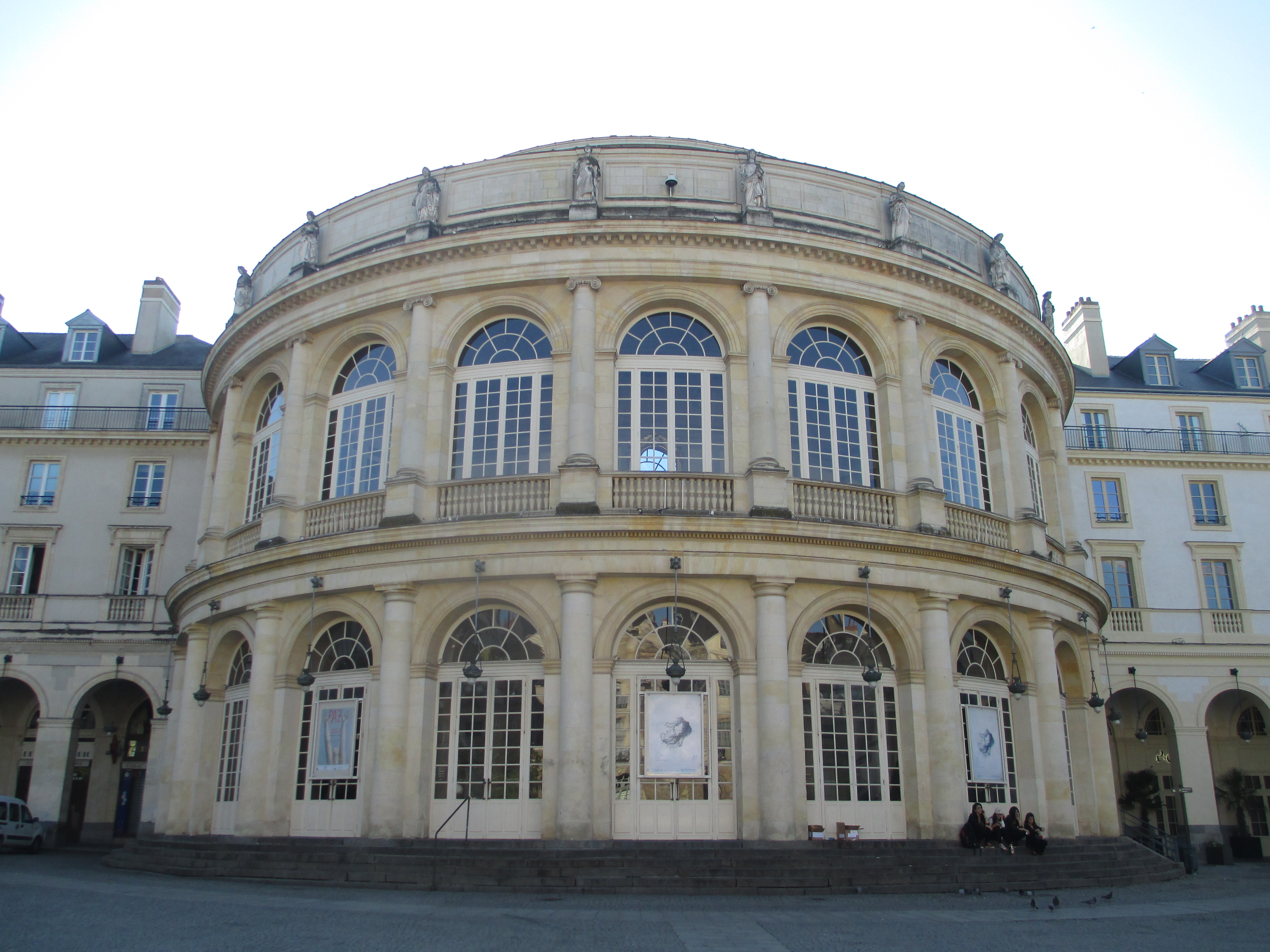
雷恩歌剧院
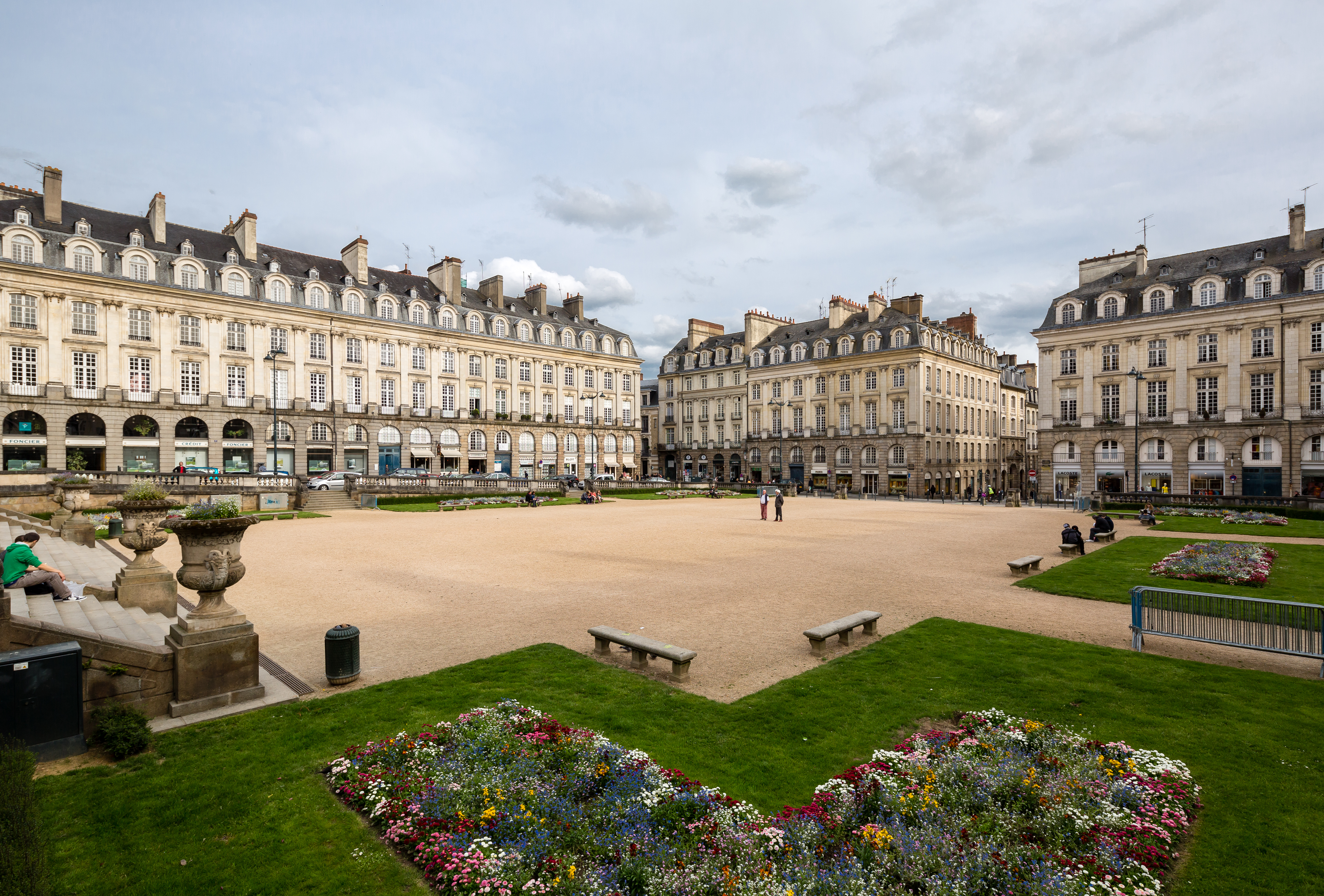
布列塔尼议会宫广场
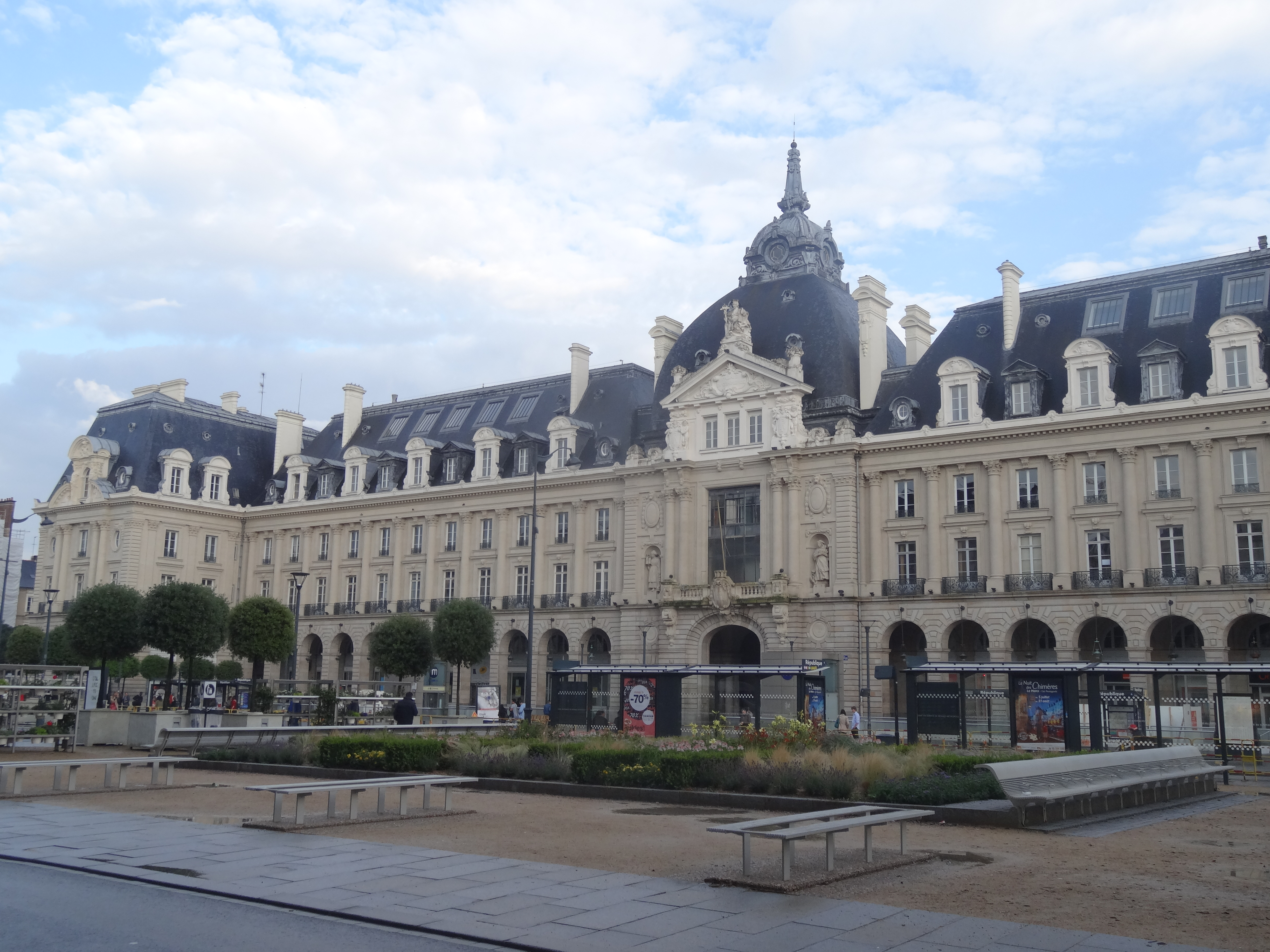
雷恩商业宫

### 旅游

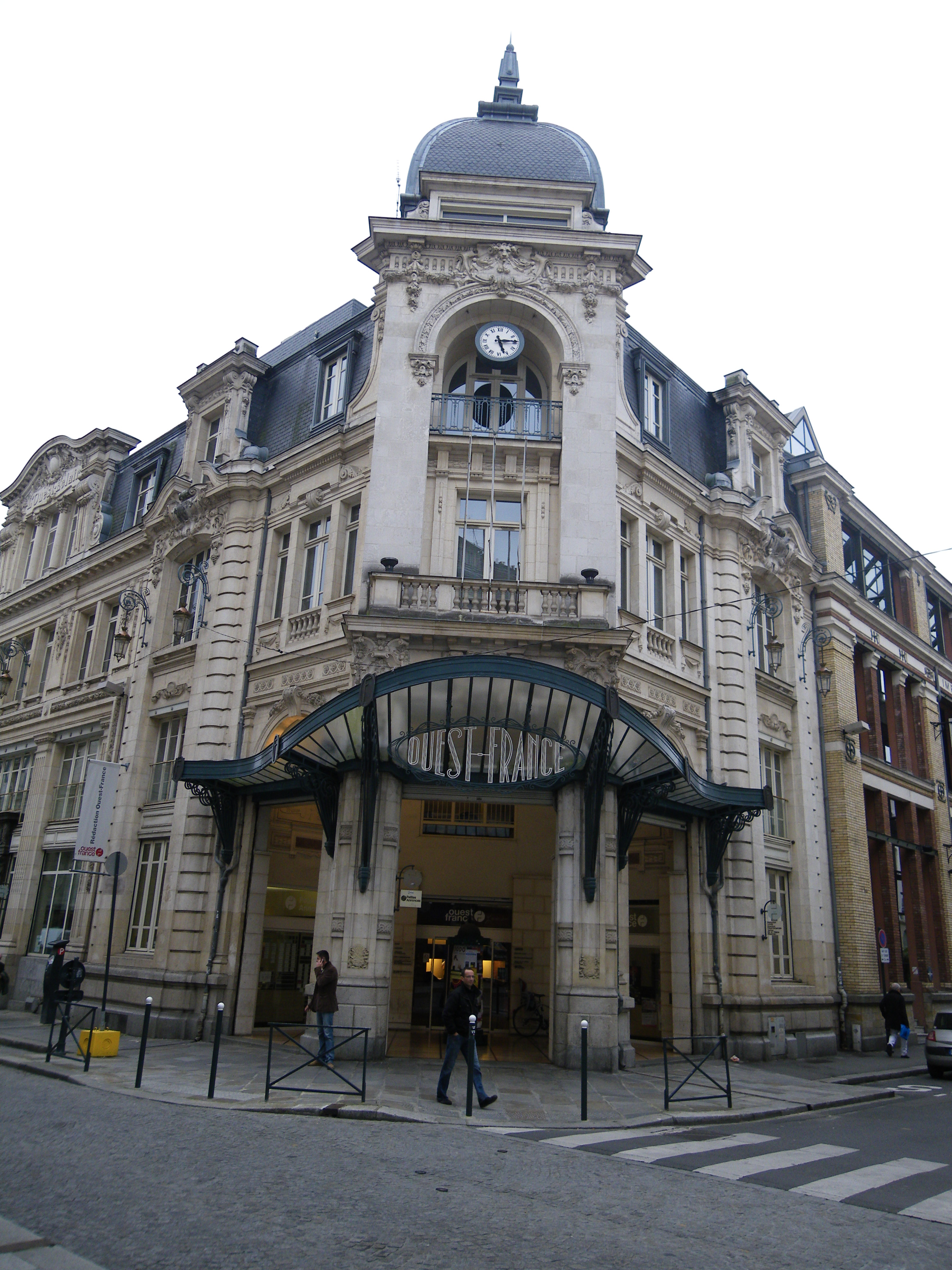
《法国西部报》旧址

2017年，雷恩累计接待游客数量约22万人次，比前一年增长了11%。2018年，雷恩境内共有38个宾馆共计1,927间房间，另有1个露营地，可容纳共126辆露营车。

### 媒体
雷恩是法国西北部的传媒中心，法国主要的媒体均可在雷恩接收，法国电视三台下属的布列塔尼大区频道在部分时段播出雷恩所属区域的地方新闻，当地亦有地方性的雷恩电视台，通过光纤向全法国播放。雷恩广播创立于1981年，是当地重要的地方电台，可在雷恩周边50公里内接收。《法国西部报》是法国的重要地方刊物，每天发行，总部位于雷恩，覆盖整个布列塔尼以及卢瓦尔河地区。

### 宗教
雷恩境内拥有多个不同宗教的团体及场所。雷恩主教座堂，全名为“雷恩圣伯多禄主教座堂”（Cathédrale Saint-Pierre de Rennes），是天主教雷恩总教区的主教座堂，该教区内共有77处小教堂或祷告室。雷恩亦有多个穆斯林社区，共有6个清真寺，主要分布于市区西部的维勒让街区和市区南部的勒布洛讷街区。此外，雷恩境内还设有犹太教堂和佛教文化中心。

### 语言

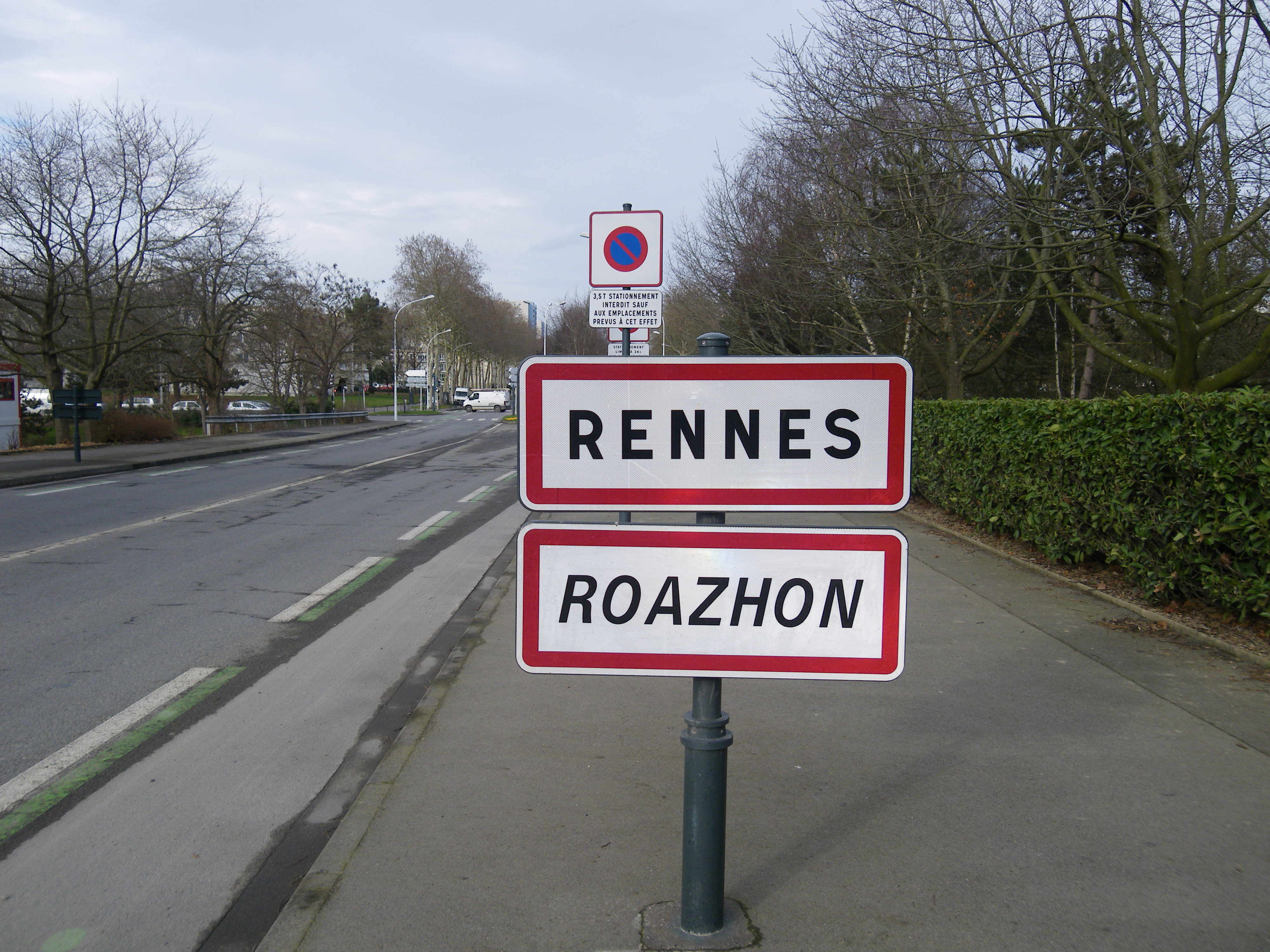
雷恩街头的双语路牌

雷恩所在的布列塔尼是法国较为典型的双语区，当地历史上通用布列塔尼语，自法国大革命及工业革命后逐渐被现代法语代替。二战后，法国政府积极保护布列塔尼语及其文化，并成立布列塔尼语促进组织。雷恩境内多所中小学开设布列塔尼语班，当地的路牌等设施也使用双语标注。2011年，雷恩足球俱乐部主场更名为雷恩公园球场，其原名即来源于布列塔尼语。

### 饮食
雷恩地区的常见饮食与法国大部分地区相似，地方性代表食物包括可丽饼、烤肠煎饼、雷恩蛋糕、雷恩小灰甜瓜等。雷恩所在的布列塔尼是法国重要的奶制品生产区，主要以鲜奶或流质奶的形式向全法国供应，而奶酪等加工产品则较为少见。截至2020年3月，雷恩境内共有13家餐厅被列入《米其林星级餐厅名单》。

## 对外交流

### 友好城市
截至2020年3月，雷恩共与15座城市互为友好城市关系：
| - 英格兰 埃克塞特 - 美国 罗切斯特 - 德国 埃朗根 - 爱尔兰 科克 - 阿尔及利亚 塞提夫 | - 捷克 布尔诺 - 日本 仙台 - 比利时 鲁汶 - 邦贾加拉省 - 中国 济南 | - 阿拉木图 - 波蘭 波兹南 - 羅馬尼亞 锡比乌 - 法國 雷恩莱班 - 法國 勒梅内 |

### 领事馆
截至2020年3月，共有4个国家在雷恩开设有领事馆：
| - 西班牙驻雷恩领事馆 - 葡萄牙驻雷恩领事馆 | - 義大利驻雷恩领事馆 - 驻雷恩领事馆 |

### 分类资料
历史类
1. ↑  Métropole de Rennes.  (PDF). Inrap. 2018: 38p  [2020-03-18]. （原始内容存档 (PDF)于2019-01-28） （法语）.
2. ↑  John Haywood. . éditions Autrement. 2002: 144p. ISBN 978-2746701878 （法语）.
3. ↑  Dominique Pouille. . . Inrap - CNRS. 2011: 18p  [2020-03-18]. （原始内容存档于2021-09-23） （法语）.
4. ↑  Coll., sous la direction de Gauthier Aubert, Alain Croix et Michel Denis (ill. Jean-Yves Veillard). . Presses universitaires de Rennes. 2006: 295p. ISBN 2-84398-237-5 （法语）.
5. ↑  Michel De Jaeghere. . Les Belles Lettres. 2014: 295p  [2020-03-18]. ISBN 978-2-251-44501-4. （原始内容存档于2018-11-29） （法语）.
6. ↑  Magali Coumert. . . CRBC/UBO. 2010: 270p. ISBN 978-2-901737-85-8 （法语）.
7. ↑  Hans-Erich Keller. . Honoré Champion. 1989: 376p. ISBN 978-2-901737-85-8 （法语）.
8. ↑  bretagne.bzh. . bretagne.bzh.   [2020-03-20]. （原始内容存档于2022-03-03） （法语）.
9. ↑  Arthur de La Borderie. . . H. VATAR. 1899: p405–418 （法语）.
10. ↑  André Chédeville. . . Presses Universitaires de Rennes. : p61–62 （法语）.
11. ↑  Jean-Christophe Cassard. . Coop Breizh. 2006: 348p. ISBN 978-2-84346-297-9 （法语）.
12. ↑  René Cintré. . Alizés - Esprit large. 1992: 238p. ISBN 978-2903999117 （法语）.
13. ↑  Jean-Pierre Legay et Hervé Martin. . Éditions Ouest-France Université. 1982. ISBN 2-7373-2187-5 （法语）.
14. ↑  Daniel Pichot. . . Presses Universitaires de Rennes. : p71 （法语）.
15. ↑  Alain Croix. . Presses Universitaires de Rennes. 1994. ISBN 2-909275-35-3 （法语）.
16. ↑  Xavier Ferrieu. . Les Universels Gisserot. 2001: 127p. ISBN 2877475298 （法语）.
17. ↑  Jean Meyer. . Privat. 1972: 492p. ISBN 2-7089-4750-8 （法语）.
18. ↑  Michel Denis, Claude Geslin. . Ouest-France. 2003: 718p. ISBN 978-2737305504 （法语）.
19. ↑  François Bertin. . Ouest-France. 1979: 128p. ISBN 2-85882-109-7 （法语）.
20. ↑  Étienne Maignen. . Yellow Concept. 2017: 324p. ISBN 978-2-36063-201-5 （法语）.
21. ↑  telecommunications.monsite-orange.fr (编). . telecommunications.monsite-orange.fr.   [2020-03-20]. （原始内容存档于2020-02-02） （法语）.
22. ↑  Pierre-Henri Allain. . liberation.fr. 1996-04-13  [2020-03-20]. （原始内容存档于2016-02-03） （法语）.
23. ↑  Stéphane Grammont. . france3-regions.francetvinfo.fr. 2019-02-04  [2020-03-20]. （原始内容存档于2021-12-02） （法语）.
24. ↑  Virginie ENÉE. . ouest-france.fr. 2019-04-19  [2020-03-20]. （原始内容存档于2019-10-08） （法语）.

地理类
1. ↑  BRGM. . brgm.fr.   [2020-03-19]. （原始内容存档于2017-04-23） （法语）.
2. ↑  insee.fr. . insee.fr.   [2020-03-19]. （原始内容存档于2018-07-24） （法语）.
3. ↑  sig.ville.gouv.fr. . sig.ville.gouv.fr.   [2020-03-19]. （原始内容存档于2015-04-06） （法语）.
4. ↑  collectivites-locales.gouv.fr. . collectivites-locales.gouv.fr.   [2020-03-19]. （原始内容存档于2017-08-03） （法语）.
5. ↑  Cassini (编). . cassini.ehess.fr.   [2020-10-25]. （原始内容存档于2012-03-05） （法语）.

社科类
1. ↑  illenoo-services.fr (编). . illenoo-services.fr.   [2020-03-19]. （原始内容存档于2019-07-17） （法语）.
2. ↑  francebleu.fr (编). . francebleu.fr. 2018-12-13  [2020-03-19]. （原始内容存档于2021-12-02） （法语）.
3. ↑  actu.fr (编). . actu.fr. 2018-03-06  [2020-03-19]. （原始内容存档于2021-12-02） （法语）.
4. ↑  leparisien.fr (编). . leparisien.fr. 2017-07-01  [2020-03-19]. （原始内容存档于2019-10-12） （法语）.
5. ↑  sncf.com (编). . sncf.com.   [2020-03-19]. （原始内容存档于2021-09-23） （法语）.
6. ↑  ouest-france.fr (编). . ouest-france.fr. 2019-10-02  [2020-03-19]. （原始内容存档于2020-02-15） （法语）.
7. ↑  ter.sncf.com (编). . ter.sncf.com.   [2020-03-19]. （原始内容存档于2016-10-17） （法语）.
8. ↑  data.sncf.com (编). . data.sncf.com.   [2020-03-19]. （原始内容存档于2021-12-02） （法语）.
9. ↑  rennes.aeroport.fr (编). . rennes.aeroport.fr.   [2020-03-19]. （原始内容存档于2020-01-01） （法语）.
10. ↑  garesetconnexions.sncf (编). . garesetconnexions.sncf.   [2020-03-19]. （原始内容存档于2021-12-02） （法语）.
11. ↑  keolis-rennes.com (编). . keolis-rennes.com.   [2020-03-19]. （原始内容存档于2020-06-22） （法语）.
12. ↑  star.fr (编). . star.fr.   [2020-03-19]. （原始内容存档于2021-12-02） （法语）.
13. ↑  star.fr (编). . star.fr.   [2020-03-19]. （原始内容存档于2020-03-12） （法语）.
14. ↑  ouest-france.fr (编). . ouest-france.fr. 2019-12-12  [2020-03-19]. （原始内容存档于2020-02-13） （法语）.
15. ↑  star.fr (编). . star.fr.   [2020-03-19]. （原始内容存档于2020-03-11） （法语）.
16. ↑  Francetvinfo (编). . francetvinfo.fr.   [2020-03-19]. （原始内容存档于2020-03-18） （法语）.
17. ↑  Le Monde. . lemonde.fr.   [2020-03-19]. （原始内容存档于2019-09-27） （法语）.
18. ↑  bretagne.cci.fr (编). . bretagne.cci.fr.   [2020-03-19]. （原始内容存档于2018-08-27） （法语）.
19. ↑  agriculture.gouv.fr (编). . agriculture.gouv.fr.   [2020-03-19]. （原始内容存档于2020-09-11） （法语）.
20. ↑  groupe-psa.com (编). . groupe-psa.com.   [2020-03-19]. （原始内容存档于2017-07-28） （法语）.
21. ↑  metropole.rennes.fr (编). . metropole.rennes.fr.   [2020-03-19]. （原始内容存档于2021-11-17） （法语）.
22. ↑  radars-auto.com (编). . radars-auto.com.   [2020-03-19]. （原始内容存档于2019-12-17） （法语）.
23. ↑  JDN (编). . JDN.   [2020-03-19]. （原始内容存档于2017-09-10） （法语）.
24. ↑  JDN (编). . JDN.   [2020-03-19]. （原始内容存档于2019-09-14） （法语）.
25. ↑  JDN. . JDN.   [2020-03-19]. （原始内容存档于2019-09-16） （法语）.
26. ↑  ac-rennes.fr. . ac-rennes.fr.   [2020-03-19]. （原始内容存档于2019-06-12） （法语）.
27. ↑  linternaute (编). . linternaute.   [2020-03-19]. （原始内容存档于2019-01-14） （法语）.
28. ↑  villedata. . villedata.   [2020-03-19]. （原始内容存档于2021-12-02） （法语）.
29. ↑  ehesp.fr. . ehesp.fr.   [2020-03-19]. （原始内容存档于2019-03-20） （法语）.
30. ↑  linternaute (编). . linternaute.   [2020-03-19]. （原始内容存档于2018-06-19） （法语）.
31. ↑  chu-rennes.fr. . chu-rennes.fr.   [2020-03-19]. （原始内容存档于2019-07-23） （法语）.
32. ↑  linternaute. . linternaute.   [2020-03-19]. （原始内容存档于2017-10-14） （法语）.
33. ↑  metropole.rennes.fr.  (PDF). metropole.rennes.fr.   [2020-03-22]. （原始内容存档 (PDF)于2021-09-23） （法语）.
34. ↑  presse.metropole.rennes.fr. . presse.metropole.rennes.fr.   [2020-03-22]. （原始内容存档于2019-08-25） （法语）.
35. ↑  metropole.rennes.fr. . metropole.rennes.fr.   [2020-03-22]. （原始内容存档于2019-07-16） （法语）.
36. ↑  linternaute (编). . linternaute.   [2020-03-19]. （原始内容存档于2017-10-14） （法语）.
37. ↑  rennes.maville.com (编). . rennes.maville.com. 2008-02-25  [2020-03-22]. （原始内容存档于2009-02-07） （法语）.
38. ↑  metropole.rennes.fr (编). . metropole.rennes.fr.   [2020-03-19]. （原始内容存档于2019-08-23） （法语）.
39. ↑  linternaute (编). . linternaute.   [2020-03-19]. （原始内容存档于2016-03-26） （法语）.
40. ↑  linternaute (编). . linternaute.   [2020-03-19]. （原始内容存档于2017-01-30） （法语）.
41. ↑  demarchesadministratives.fr. . demarchesadministratives.fr.   [2020-03-19]. （原始内容存档于2021-12-02） （法语）.
42. ↑  demarchesadministratives.fr. . demarchesadministratives.fr.   [2020-03-19]. （原始内容存档于2021-12-02） （法语）.
43. ↑  sapeurs-pompiers35.fr. . sapeurs-pompiers35.fr.   [2020-03-19]. （原始内容存档于2021-12-02） （法语）.
44. ↑  linternaute (编). . linternaute.   [2020-03-19]. （原始内容存档于2019-08-23） （法语）.
45. ↑  France 3 Bretagne (编). . france3-regions.francetvinfo.fr.   [2020-03-19]. （原始内容存档于2021-09-23） （法语）.
46. ↑  tvr.bzh (编). . tvr.bzh.   [2020-03-19]. （原始内容存档于2021-07-23） （法语）.
47. ↑  radiorennes.fr (编). . radiorennes.fr.   [2020-03-19]. （原始内容存档于2020-02-06） （法语）.
48. ↑  ouest-france.fr (编). . ouest-france.fr.   [2020-03-19]. （原始内容存档于2019-10-08） （法语）.
49. ↑  mir-rennes.fr (编). . mir-rennes.fr.   [2020-03-19]. （原始内容存档于2019-11-15） （法语）.
50. ↑  mir-rennes.fr (编). . mir-rennes.fr.   [2020-03-19]. （原始内容存档于2019-11-15） （法语）.

文化类
1. ↑  letudiant.fr. . letudiant.fr.   [2020-03-19]. （原始内容存档于2020-01-03） （法语）.
2. ↑  前身为总部位于雷恩的国立西部农业科学高等学校
3. ↑  前身为总部位于布雷斯特的布列塔尼电信学院（法语：Télécom Bretagne）
4. ↑  staderennais.com (编). . staderennais.com.   [2020-03-19]. （原始内容存档于2019-07-05） （法语）.
5. ↑  staderennais.com (编). . staderennais.com.   [2020-03-19]. （原始内容存档于2019-08-14） （法语）.
6. ↑  metropole.rennes.fr (编). . metropole.rennes.fr.   [2020-03-19]. （原始内容存档于2021-11-17） （法语）.
7. ↑  data.bnf.fr (编). . data.bnf.fr.   [2020-03-19]. （原始内容存档于2019-07-02） （法语）.
8. ↑  pop.culture.gouv.fr (编). . pop.culture.gouv.fr.   [2020-03-19]. （原始内容存档于2019-05-05） （法语）.
9. ↑  archi-guide.com (编). . archi-guide.com.   [2020-03-19]. （原始内容存档于2019-01-18） （法语）.
10. ↑  Philippe Bonnet, Patrick Dieudonné et Daniel Le Couédic. . Terre de Brume - AMAB. 2001: p178-179. ISBN 2-84362-116-X （法语）.
11. ↑  Ouest-France (编). . ouest-france.fr. 2019-04-19  [2020-03-19]. （原始内容存档于2019-10-08） （法语）.
12. ↑  Ouest-France (编). . ouest-france.fr. 2018-11-14  [2020-03-19]. （原始内容存档于2018-11-14） （法语）.
13. ↑  rennes.catholique.fr (编). . rennes.catholique.fr.   [2020-03-19]. （原始内容存档于2019-12-28） （法语）. il est composé de 77 paroisses
14. ↑  lamosqueeducoin.com (编). . lamosqueeducoin.com.   [2020-03-19]. （原始内容存档于2018-02-17） （法语）. 6 résultats correspondent à votre recherche.
15. ↑  acciesafrarennes.fr (编). . acciesafrarennes.fr.   [2020-03-19]. （原始内容存档于2019-08-11） （法语）.
16. ↑  ccbrennes.fr (编). . ccbrennes.fr.   [2020-03-19]. （原始内容存档于2021-12-02） （法语）.
17. ↑  Jean Le Dû. . CRBC / UBO. 2001: p454. ISBN 2-901737-49-8 （法语）.
18. ↑  fr.brezhoneg.bzh (编). . fr.brezhoneg.bzh.   [2020-03-19]. （原始内容存档于2019-12-01） （法语）.
19. ↑  metropole.rennes.fr (编). . metropole.rennes.fr.   [2020-03-19]. （原始内容存档于2021-11-17） （法语）.
20. ↑  tourisme-rennes.com. . tourisme-rennes.com.   [2020-03-19]. （原始内容存档于2020-01-29） （法语）.
21. ↑  laiterie.annuairefrancais.fr. . laiterie.annuairefrancais.fr.   [2020-03-19]. （原始内容存档于2016-07-20） （法语）.
22. ↑  restaurant.michelin.fr. . restaurant.michelin.fr.   [2020-03-19]. （原始内容存档于2020-01-28） （法语）. 12 Restaurants trouvés

### 综合资料
1. 1 2 3  communes.com. . communes.com.   [2020-03-19]. （原始内容存档于2019-12-16） （法语）.
2. 1 2 3 4 5 6 7 8 9 10 11 12 13 14 15 16 17 18 19 20 21  Géoportail. . Géoportail.   [2020-03-19]. （原始内容存档于2017-01-29） （法语）.
3. 1 2 3 4 5 6 7  Anne-Marie Rouanet-Lisenfelt, André Chastagnol, Patrick Galliou, Loïc Langouët et Pascal Aumasson. . coll. « 2e supplément à « Archéologie en Bretagne » ». 1980: 297p. ISBN 2-903399-01-8 （法语）.
4. 1 2  climat-data.fr (编). . climat-data.fr.   [2020-03-19]. （原始内容存档于2021-12-02） （法语）.
5. 1 2  linternaute (编). . linternaute.   [2020-03-19]. （原始内容存档于2018-07-24） （法语）.
6. 1 2  linternaute (编). . linternaute.   [2020-03-19]. （原始内容存档于2019-06-19） （法语）.
7. ↑  .   [2017年10月28日].
8. ↑  , 2017-12-27, Wikidata Q156616
9. ↑  , 法国国家统计与经济研究所, 2018-12-27, Wikidata Q63330390, （原始内容存档于4 January 2019） （法语）
10. ↑  . 法国国家统计与经济研究所.   [2021年6月4日].
11. 1 2 3  linternaute (编). . linternaute.   [2020-03-19]. （原始内容存档于2018-06-18） （法语）.
12. 1 2 3  linternaute (编). . linternaute.   [2020-03-19]. （原始内容存档于2018-11-19） （法语）.
13. 1 2  metropole.rennes.fr (编). . metropole.rennes.fr.   [2020-03-19]. （原始内容存档于2021-11-17） （法语）.